# Saison 2024 de l'équipe cycliste SD Worx-Protime
La saison 2024 de l'équipe cycliste SD Worx-Protime est la quinzième de la formation. L'effectif est quasiment stable avec l'arrivée de Femke Gerritse et le départ de Sina Frei. 
Comme en 2023, la domination de l'équipe est sans partage. Elle gagne 14 des 28 épreuves du World Tour, et monte systématiquement sur le podium de ces épreuves si elle prend la départ à une unique exception près. Lotte Kopecky réalise une saison de premier plan. Elle remporte le Tour des Émirats arabes unis dont l'étape se terminant au sommet, puis les Strade Bianche. Après une déception au Tour des Flandres, elle gagne Paris-Roubaix. Elle domine ensuite le Tour de Grande-Bretagne. Après un doublé sur ses championnats nationaux, elle est deuxième du Tour d'Italie battue dans la dernière étape seulement. Elle prend la médaille de bronze de la course en ligne des Jeux olympiques. Elle gagne encore le Tour de Romandie, devient championne d'Europe du contre-la-montre, puis conserve son titre de championne du monde, avant de conclure par une victoire sur le Simac Ladies Tour. La saison de Demi Vollering est également remarquable. Elle est sur le podium des trois classiques ardénnaises, mais la victoire lui échappe. Elle gagne le Tour d'Espagne, le Tour du Pays basque, le Tour de Burgos et le Tour de Suisse. Après la désillusion lors de la course des Jeux olympique, piégée par une chute, elle est favorite du Tour de France. Elle est maillot jaune quand elle chute sur la cinquième étape et perd un temps précieux. Dans la dernière étape vers l'Alpe d'Huez, elle sort son va-tout et s'impose. Elle perd néanmoins le Tour pour quatre secondes. Elle est deuxième des championnats du monde de contre-la-montre avant de dominer la course en ligne où elle n'est que cinquième. Lorena Wiebes gagne de nombreuses victoires au sprint. Elle remporte pour la quatrième fois de rang le Tour de Drenthe. Elle s'impose à Gand-Wevelgem, sur toutes les étapes de la RideLondon-Classique ainsi que son classement général. Elle en fait de même sur le Baloise Ladies Tour. Elle devient championne d'Europe sur route. Mischa Bredewold, très active tout au long de la saison, remporte pour la deuxième fois d'affilé le Grand Prix de Plouay. Niamh Fisher-Black, important soutien en montagne, gagne une étape du Tour d'Italie. Blanka Vas gagne son championnat national, une étape du Tour de France et prend la quatrième place de la course en ligne des Jeux olympiques. Lotte Kopecky remporte les classements UCI et World Tour, dans les deux cas devant Demi Vollering. SD Worx remporte les deux classements par équipes.

## Préparation de la saison

### Partenaires et matériel de l'équipe

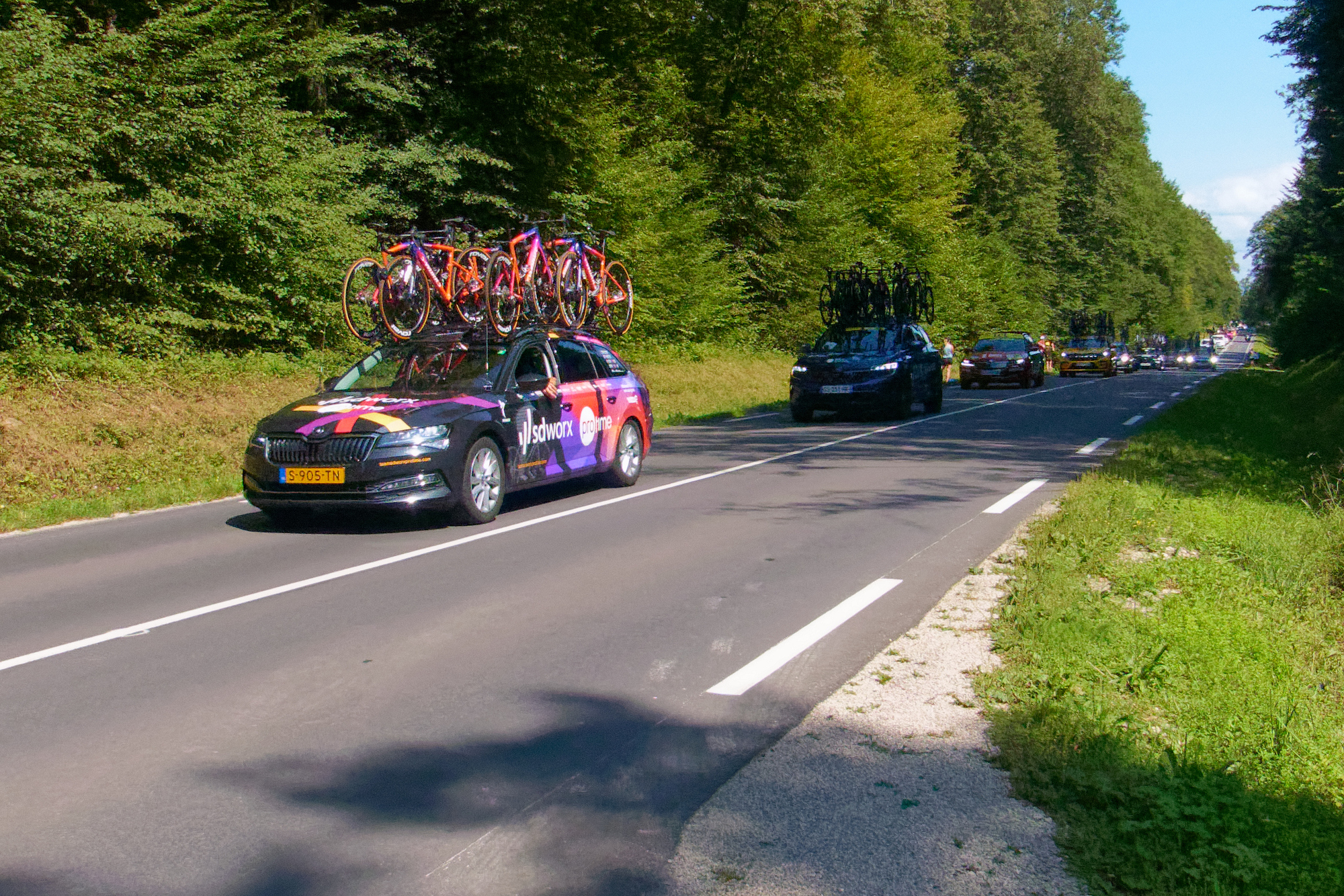
Voiture de l'équipe

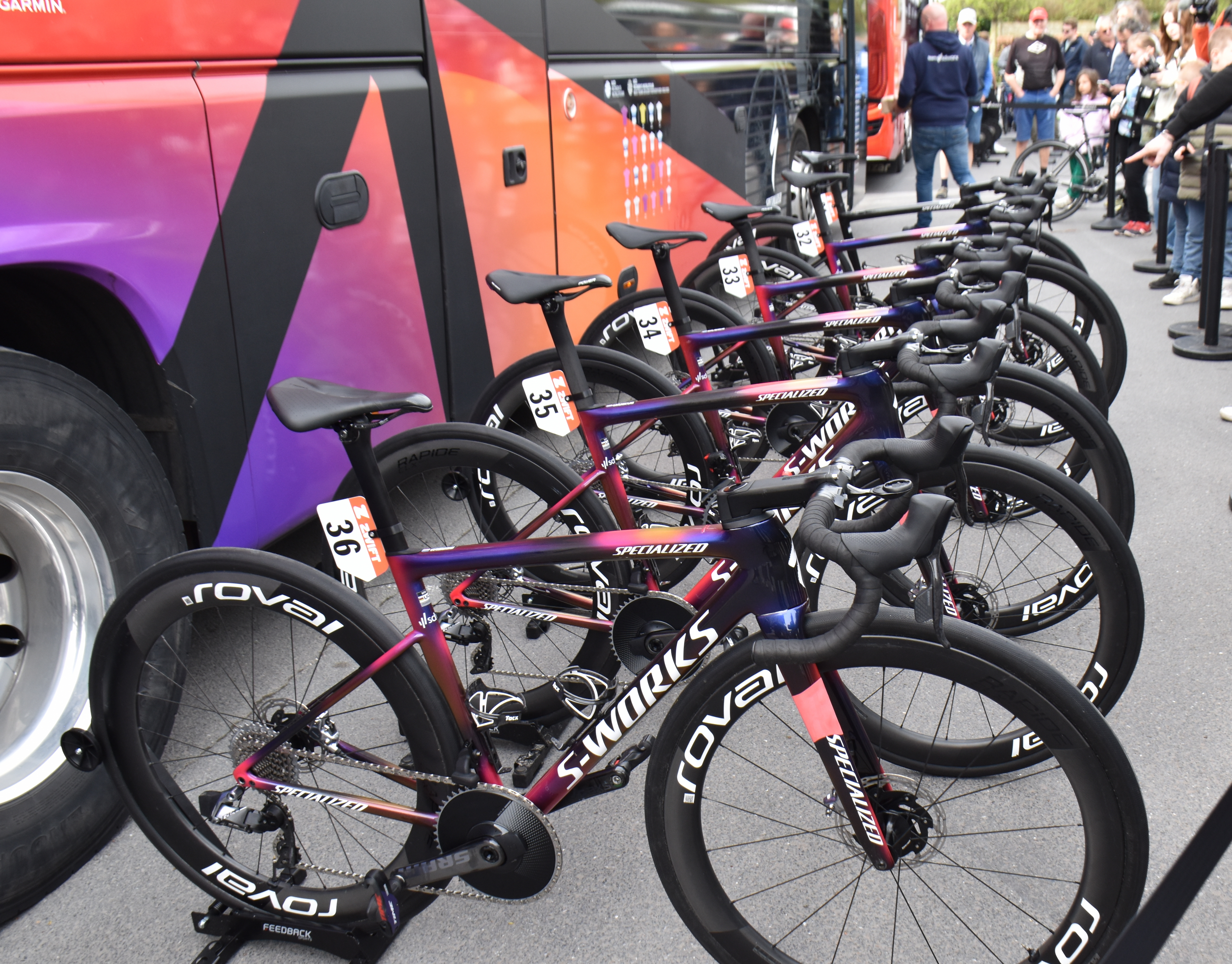
Vélos de l'équipes pour Paris-Roubaix

L'entreprise de logiciel d'aide aux ressources humaines SD Worx est le partenaire principal de l'équipe.
Au niveau matériel, l'équipe utilise des vélos Specialized.

### Arrivées et départs
Femke Gerritse rejoint l'équipe.
En début de saison Anna Shackley se voit diagnostiquer des troubles cardiaques et doit mettre un terme à sa carrière.
| Arrivées       | Équipe 2023          |
| -------------- | -------------------- |
| Femke Gerritse | Parkhotel Valkenburg |

| Départs   | Équipe 2024 |
| --------- | ----------- |
| Sina Frei |             |

### Effectifs
| Effectif 2024                   | Effectif 2024     | Effectif 2024    | Effectif 2024                     |
| Cycliste                        | Date de naissance | Pays             | Équipe précédente                 |
| ------------------------------- | ----------------- | ---------------- | --------------------------------- |
| Mischa Bredewold                | 20 juin 2000      | Pays-Bas         | Parkhotel Valkenburg (2022)       |
| Niamh Fisher-Black              | 12 août 2000      | Nouvelle-Zélande | Paule Ka (2020)                   |
| Femke Gerritse                  | 14 mai 2001       | Pays-Bas         | Parkhotel Valkenburg (2023)       |
| Barbara Guarischi               | 10 février 1990   | Italie           | Movistar Team (2022)              |
| Lotte Kopecky                   | 10 novembre 1995  | Belgique         | Liv Racing (2021)                 |
| Christine Majerus               | 25 février 1987   | Luxembourg       | Sengers (2013)                    |
| Femke Markus                    | 17 novembre 1996  | Pays-Bas         | Parkhotel Valkenburg (2022)       |
| Marlen Reusser                  | 20 septembre 1991 | Suisse           | Alé BTC Ljubljana (2021)          |
| Marie Schreiber                 | 17 avril 2003     | Luxembourg       | Acrog-Tormans/Balen BC (2023)     |
| Anna Shackley (1 janv.–16 avr.) | 17 mai 2001       | Royaume-Uni      | Breeze (2020)                     |
| Lonneke Uneken                  | 2 mars 2000       | Pays-Bas         | Hitec Products-Birk Sport (2019)  |
| Chantal van den Broek-Blaak     | 22 octobre 1989   | Pays-Bas         | Specialized-Lululemon (2014)      |
| Blanka Vas                      | 3 septembre 2001  | Hongrie          | Doltcini-Van Eyck-Proximus (2021) |
| Demi Vollering                  | 15 novembre 1996  | Pays-Bas         | Parkhotel Valkenburg (2020)       |
| Lorena Wiebes                   | 17 mars 1999      | Pays-Bas         | Team DSM (2022)                   |
| Elena Cecchini                  | 25 mai 1992       | Italie           | Canyon-SRAM Racing (2020)         |
|                                 |                   |                  |                                   |
| Source : ProCyclingStats        |                   |                  |                                   |

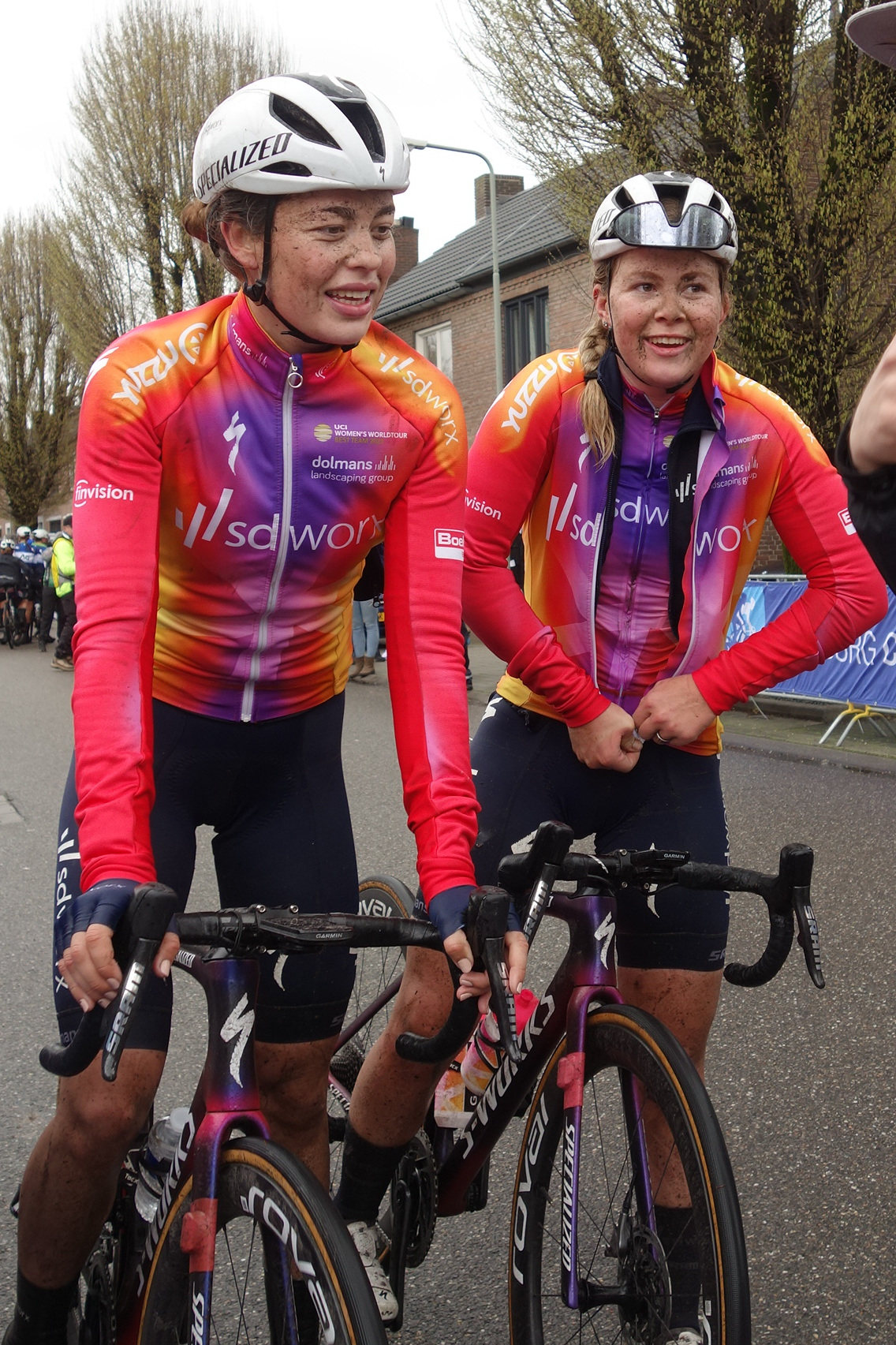
Mischa Bredewold et Lonneke Uneken en 2023
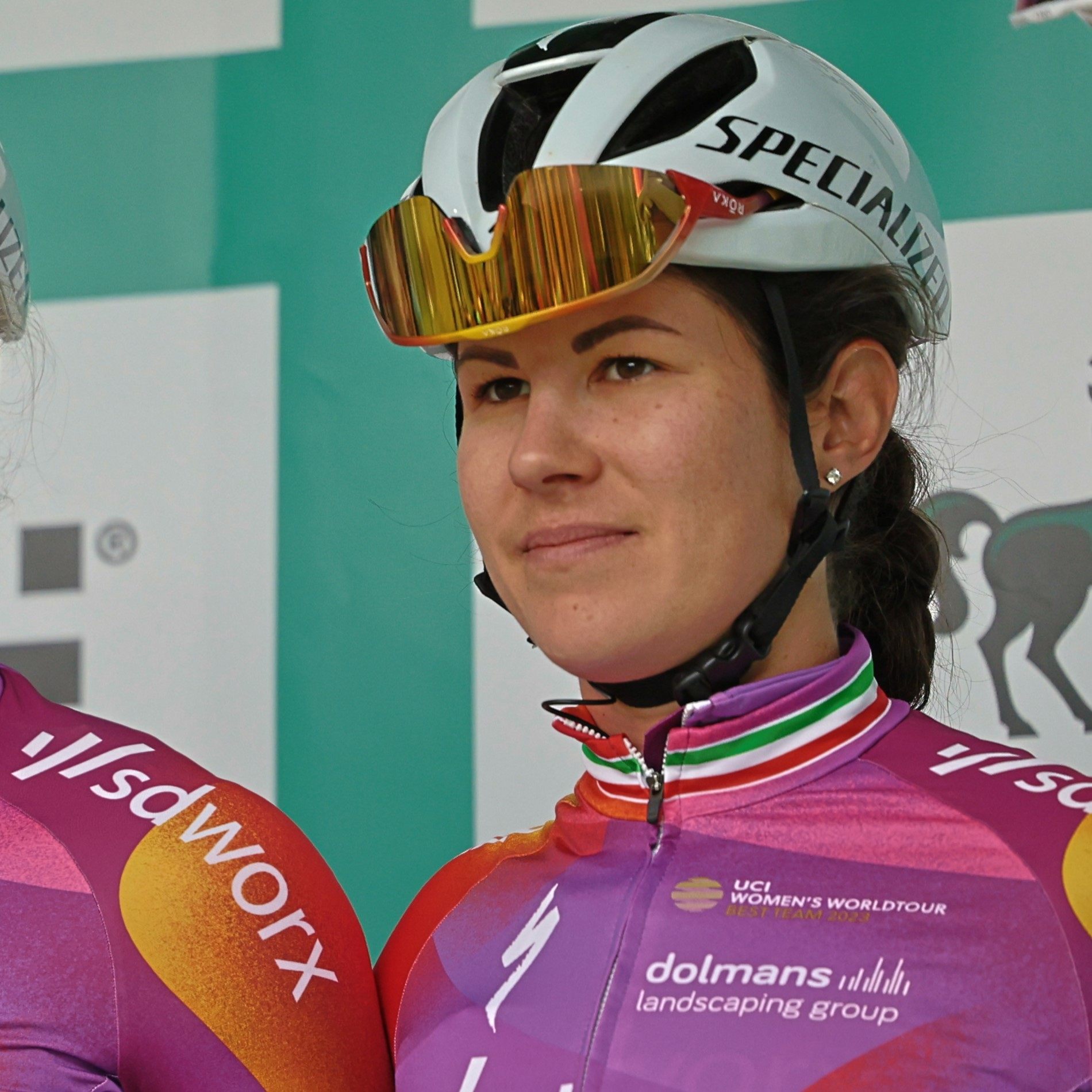
Elena Cecchini
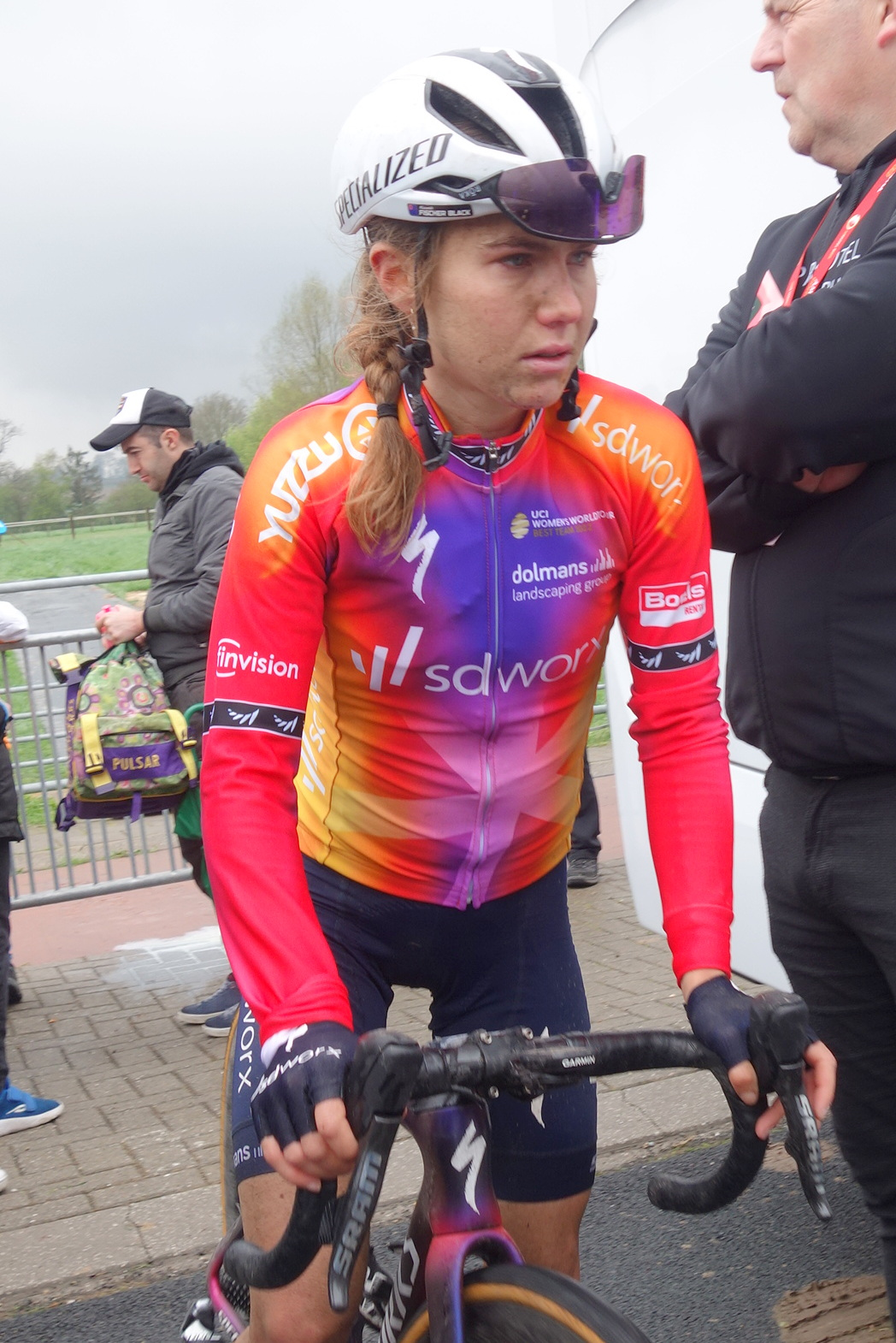
Niamh Fisher-Black en 2023
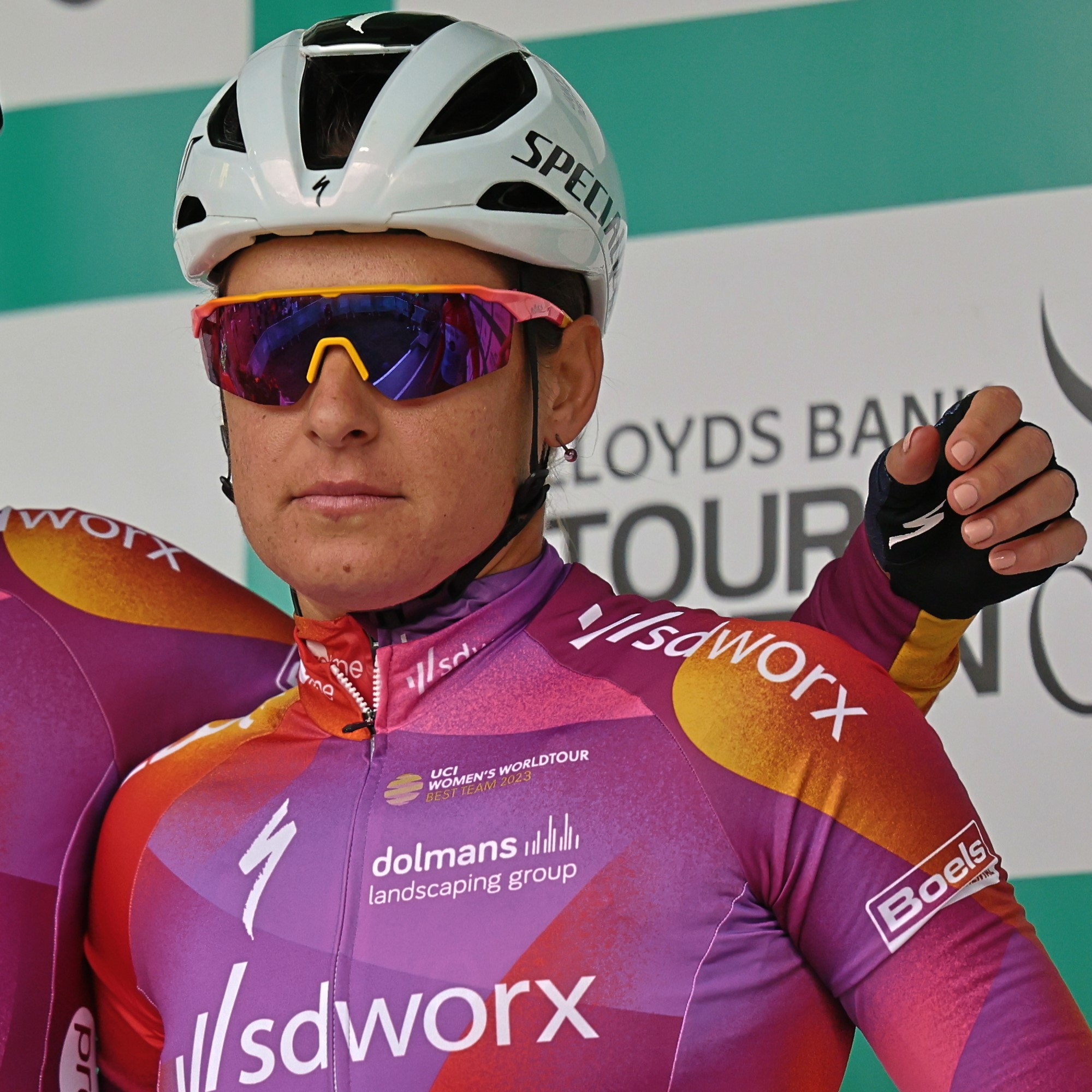
Barbara Guarischi
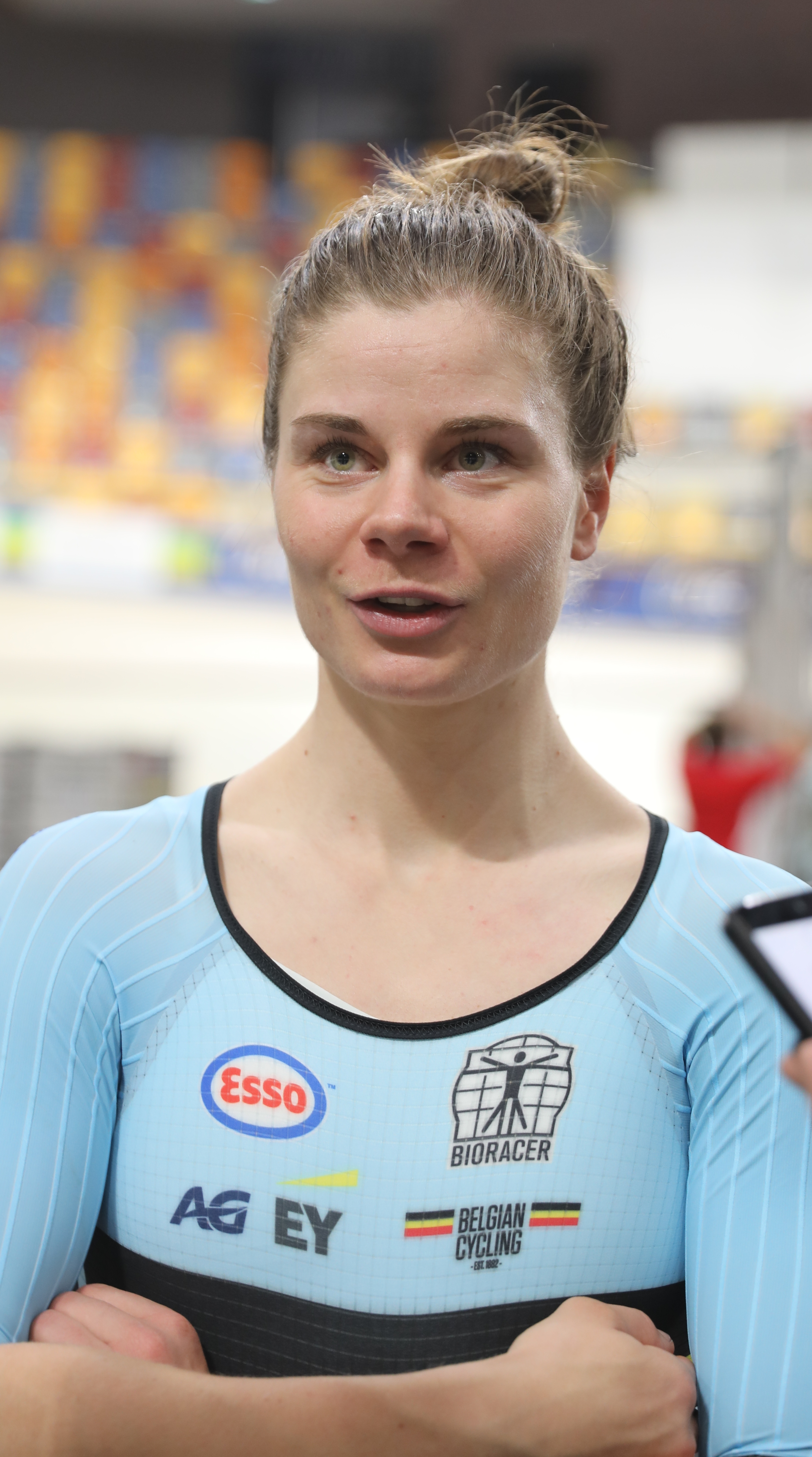
Lotte Kopecky
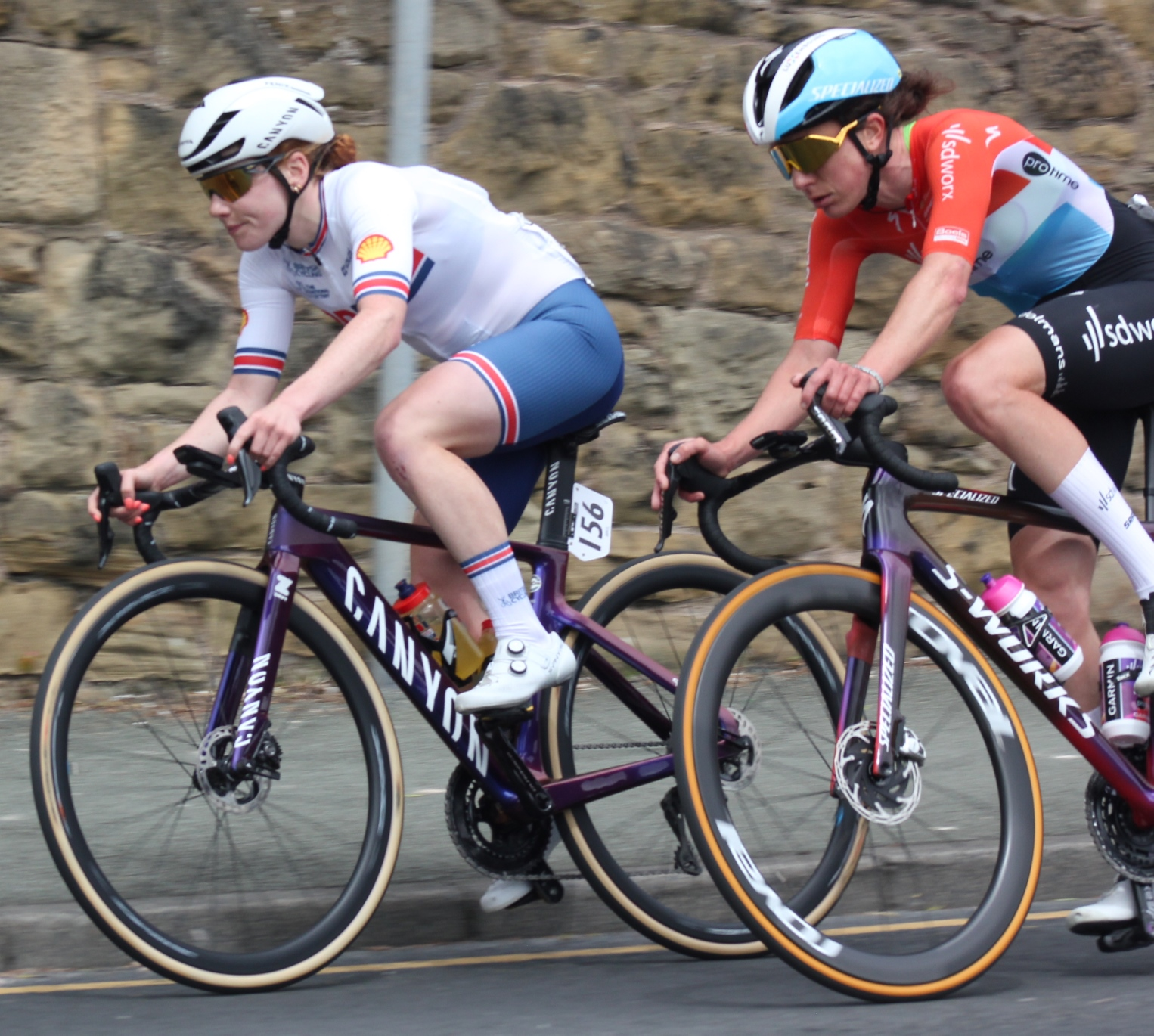
Christine Majerus
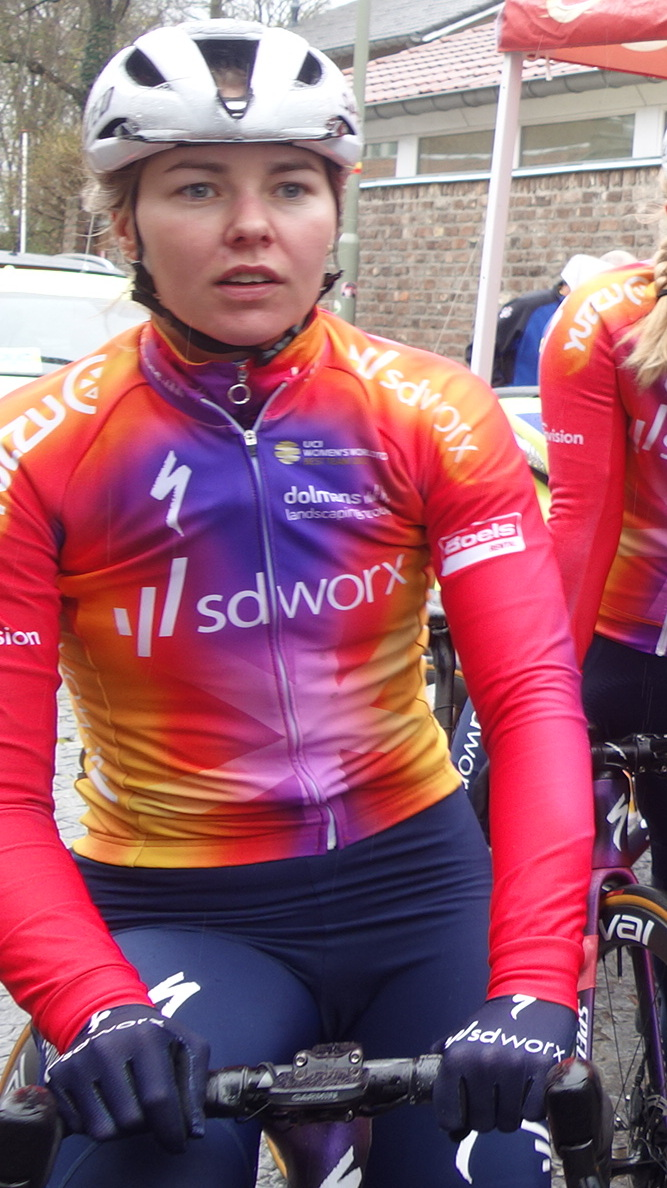
Femke Markus en 2023
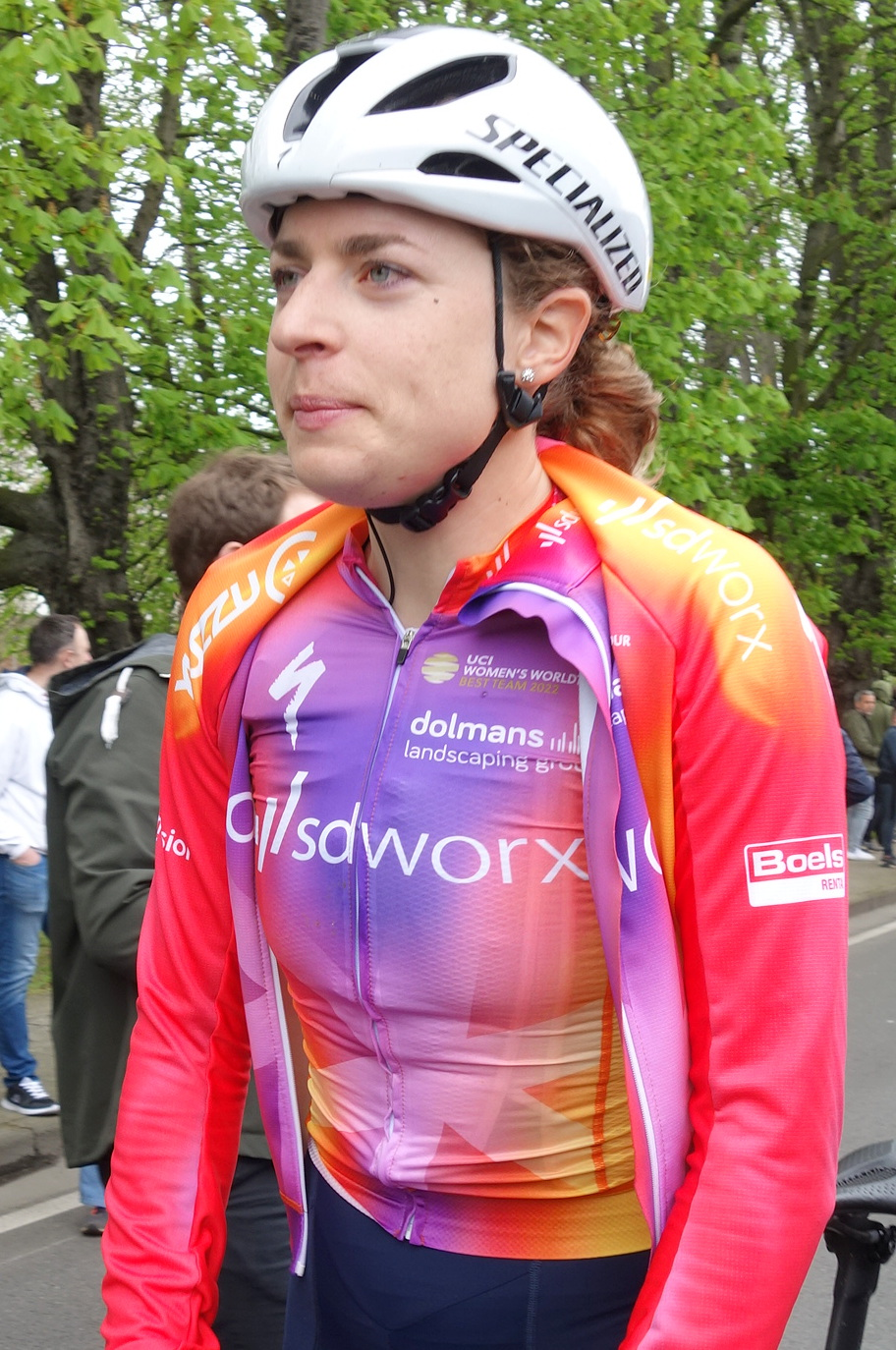
Marlen Reusser en 2023
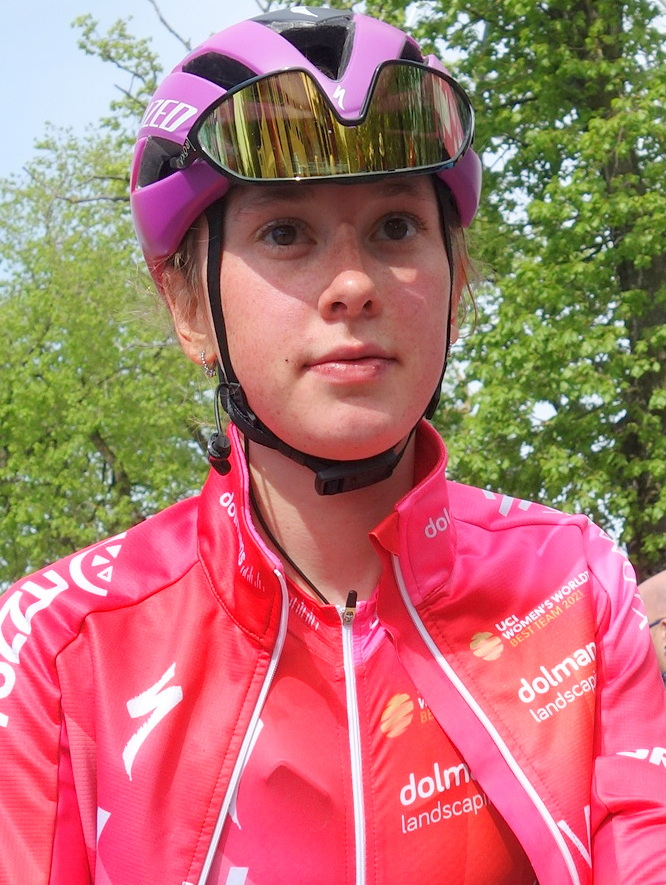
Anna Shackley en 2022
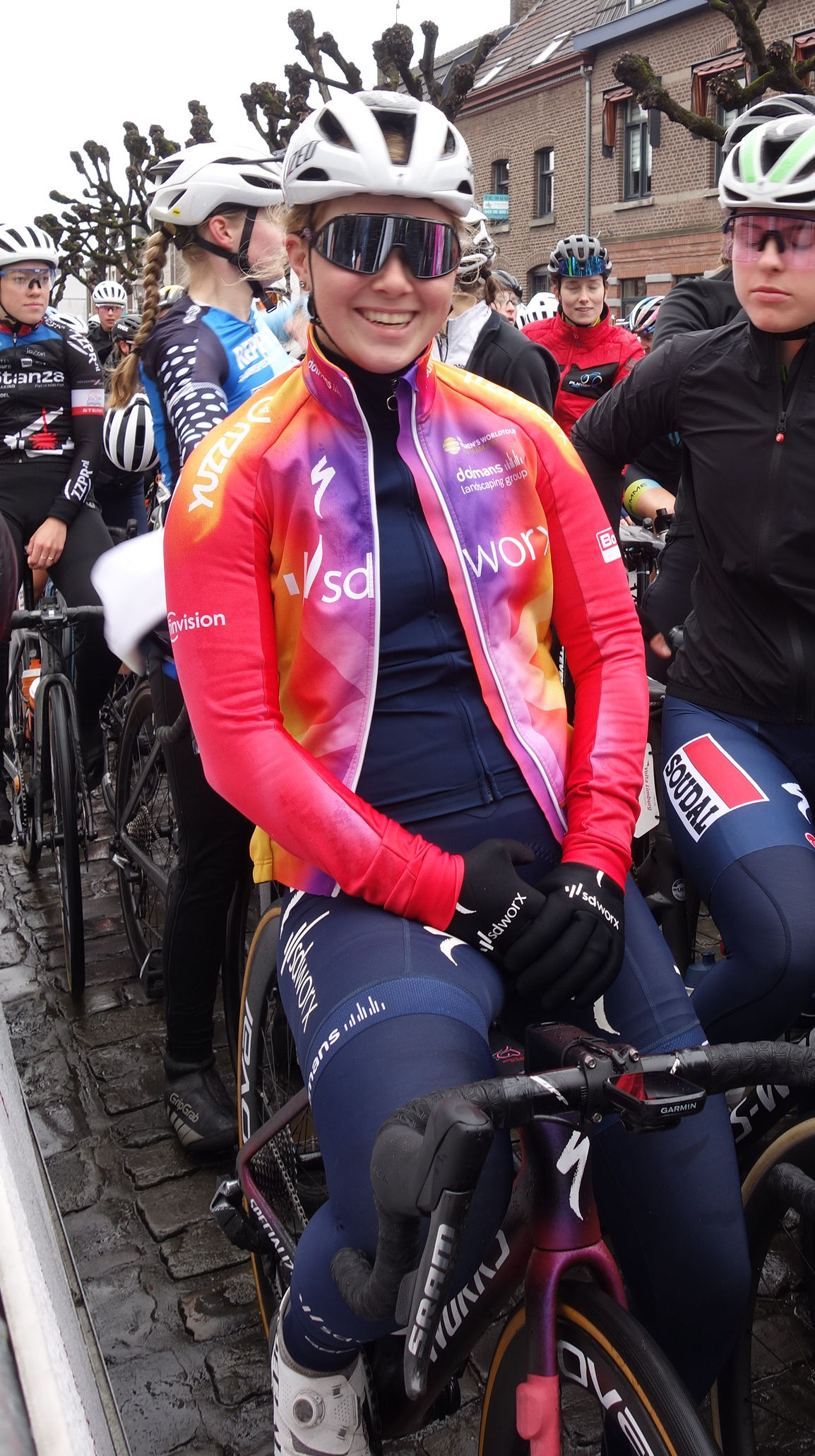
Lonneke Uneken en 2023
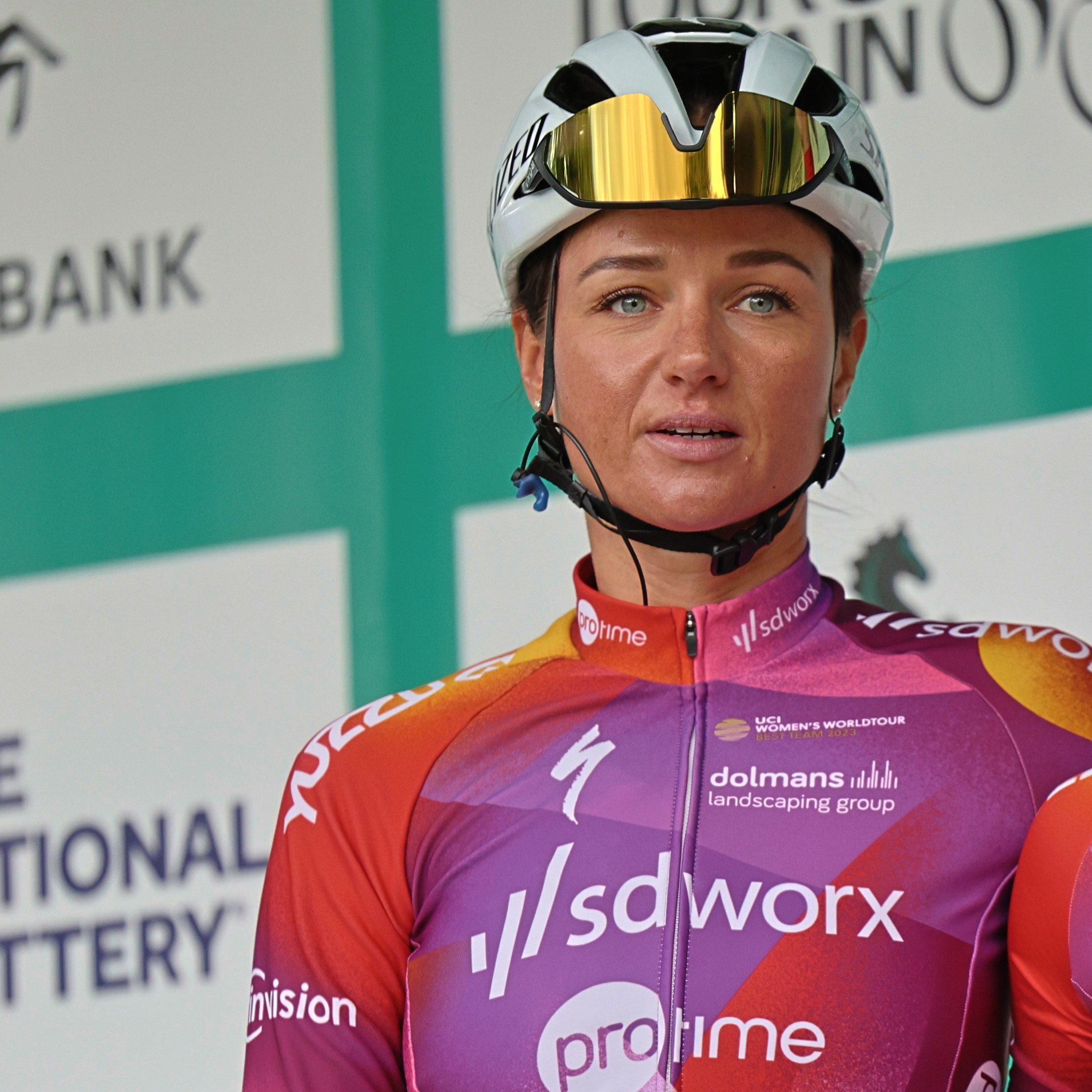
Chantal van den Broek-Blaak
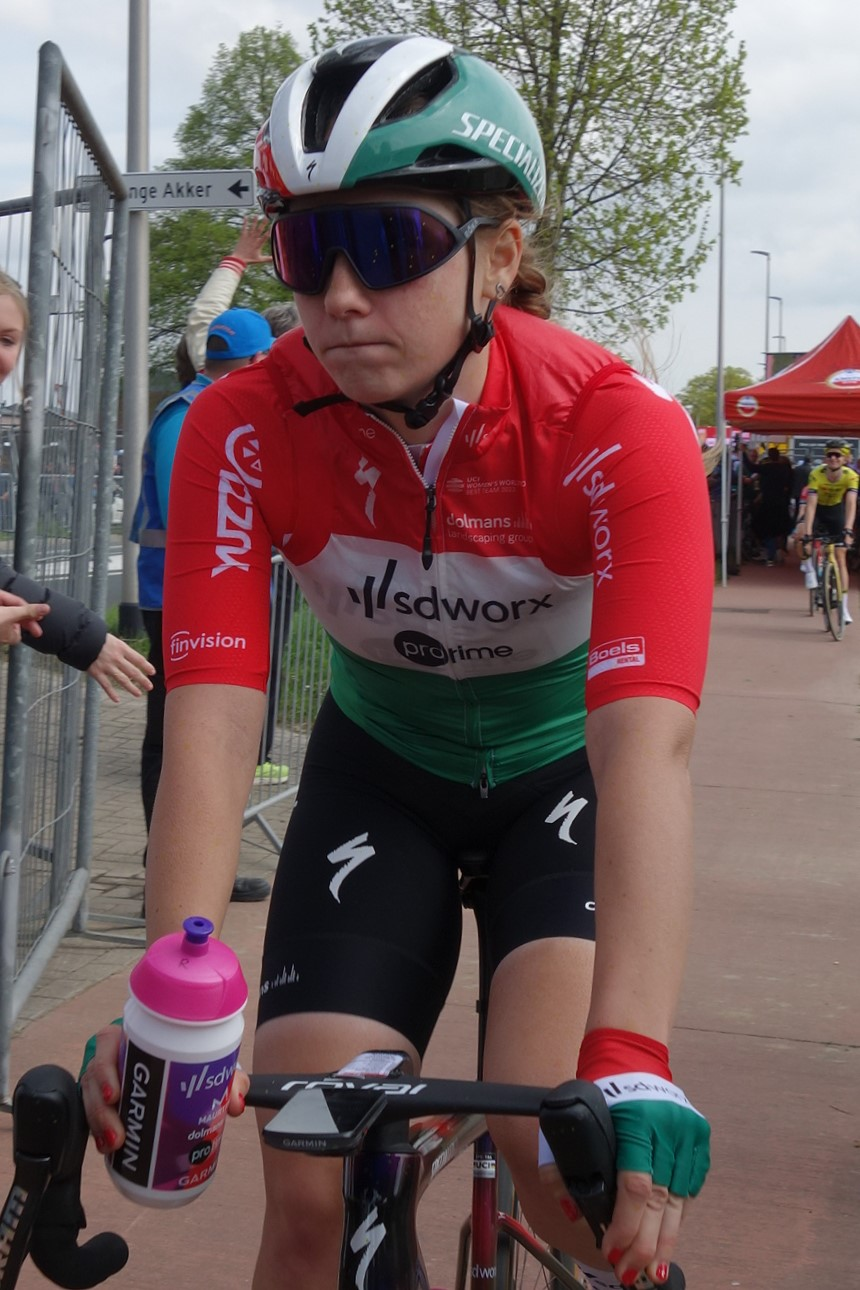
Blanka Vas
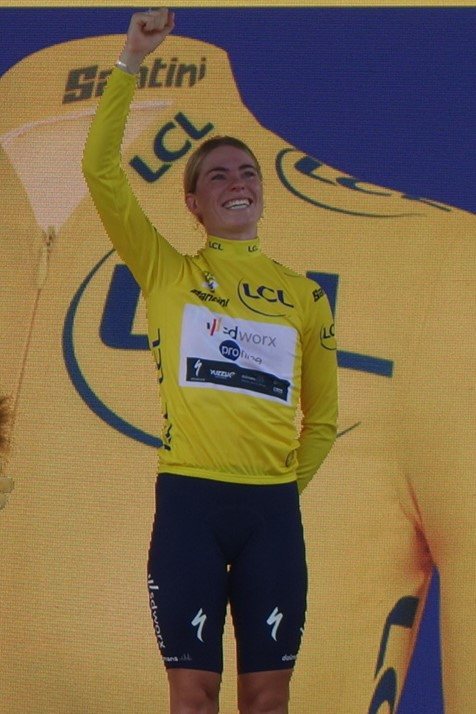
Demi Vollering
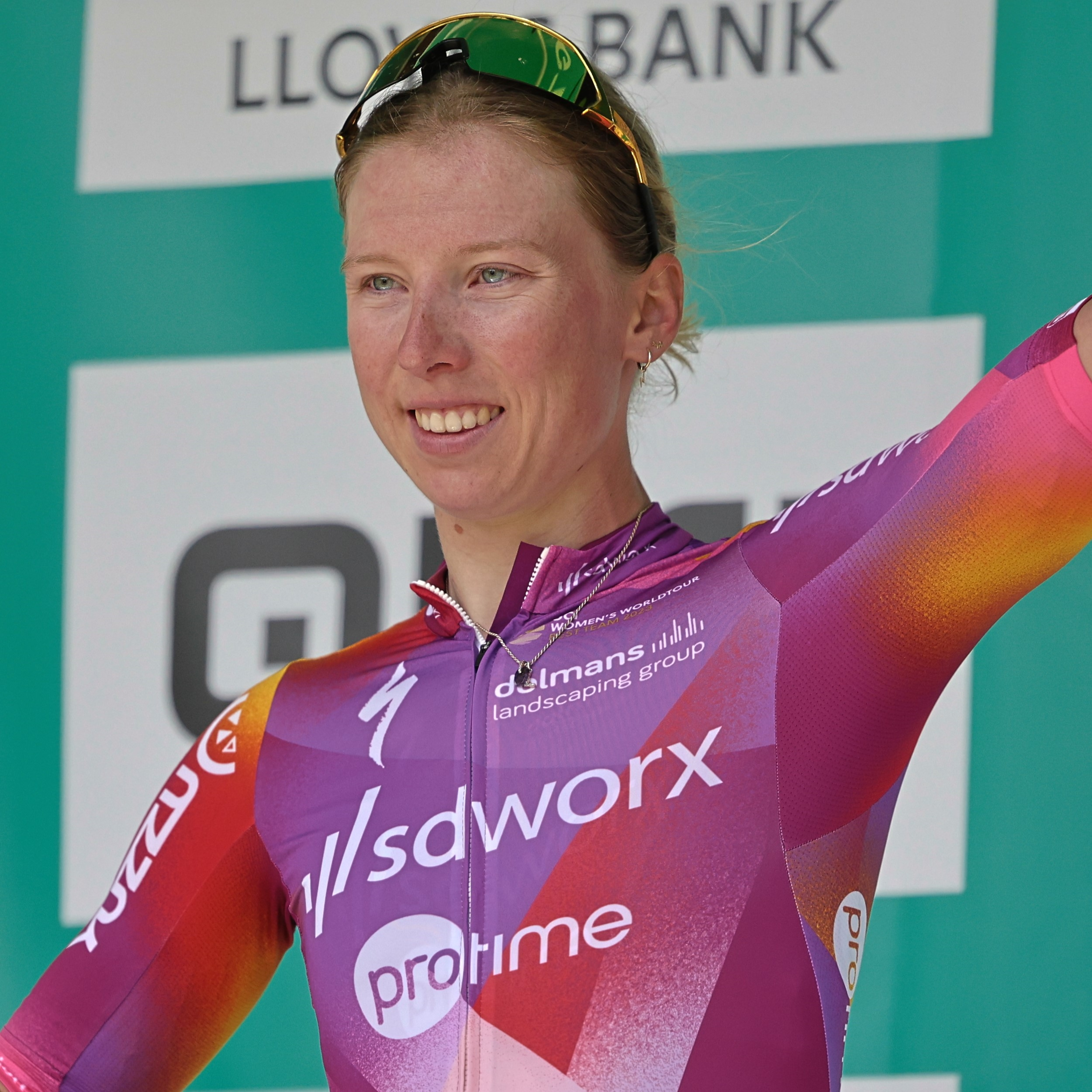
Lorena Wiebes

### Encadrement
Le directeur sportif de l'équipe est Danny Stam, ses adjoints sont Lars Boom et Anna van der Breggen. Le représentant de l'équipe auprès de l'UCI est Erwin Janssen.

## Déroulement de la saison

### Janvier-février
Sur piste, Lotte Kopecky remporte la course à l'élimination aux championnats d'Europe sur piste. Elle est deuxième de la course à l'américaine avec Katrijn De Clercq.
Au Tour des Émirats arabes unis, Lorena Wiebes remporte les deux premières étapes au sprint,. Lors de la troisième étape, l'ascension finale vers Jebel Hafeet décide de la victoire. Neve Bradbury y attaque. Seule Lotte Kopecky peut la suivre. Cette dernière la dépasse aux six cents mètres et s'impose. Elle prend la tête du classement général. Sur la dernière étape, Amber Kraak prive Lorena Wiebes d'une troisième victoire, mais Lotte Kopecky remporte l'épreuve.
À la  Setmana Ciclista Valenciana, dans la deuxième étape, Marlen Reusser profite d'un moment de flottement à six kilomètres de l'arrivée pour sortir seule. Elle n'est plus reprise. Elle prend également la tête du classement général. Le lendemain, la dernière ascension : l'Alto Xorret de Catí voit Gaia Realini et Niamh Fisher-Black passer à l'attaque. Cette dernière distance l'Italienne pour s'imposer. La dernière étape ne modifie pas le classement général : Marlen Reusser s'impose et Niamh Fisher-Black est troisième.
Au Circuit Het Nieuwsblad, Lotte Kopecky et Lorena Wiebes font partie du groupe de favorites qui se forme dans le Berendries. Dans le mur de Grammont, Kopecky passe à l'offensive et revient sur Elisa Longo Borghini alors seule en tête. Avec l'Italienne, Shirin van Anrooij et Marianne Vos, elle forme le groupe de tête. Elle force l'allure dans le Bosberg, mais Marianne Vos parvient à la suivre. Les attaques des deux coureuses de la Lidl-Trek s'enchaîne, mais Vos et Kopecky parviennent à maintenir le groupe compact jusqu'à la ligne. La Néerlandaise devance néanmoins la Belge au sprint. Demi Vollering est sixième et Lorena Wiebes neuvième. Le lendemain, à l' Omloop van het Hageland, Mischa Bredewold remporte le sprint du peloton mais doit se contenter de la seconde place, Kristen Faulkner étant échappée.

### Mars
Aux Strade Bianche, une échappée avec Mischa Bredewold sort à une soixantaine de kilomètres de l'arrivée. Un regroupement a lieu à vingt-cinq kilomètres de l'arrivée. Vollering attaque dans le Colle Pinzuto, puis sur la route, mais le groupe de favorites se reforme à chaque fois. Dans la dernière strada bianca, Le Tolfe, Katarzyna Niewiadoma passe à l'attaque dans les pourcentages les plus difficiles, et seules Shirin van Anrooij, Demi Vollering, Elisa Longo Borghini et Lotte Kopecky parviennent à suivre. Après plusieurs tentatives, ces deux dernières réussissent à partir seules et conservent suffisamment d'avance pour se jouer la victoire dans les rues de Sienne. A 700 mètres, Kopecky place une attaque décisive et s'impose devant l'Italienne. Vollering complète le podium, au terme d'un sprint avec Niewiadoma,. Au Tour de Drenthe, Lorena Wiebes suit l'attaque de Puck Pieterse dans l'avant-dernière ascension du Vamberg. Ce groupe est repris ensuite. Au sprint, Wiebes est emmenée par Majerus et s'impose. À la Nokere Koerse, Lotte Kopecky se retrouve seule en tête à soixante kilomètres de l'arrivée, mais décide de se relever. À quatorze kilomètres de l'arrivée, elle attaque. Elle emmène avec elle trois coureuses : son équipière Lorena Wiebes, Lily Williams et Arlenis Sierra. La championne du monde attaque de nouveau sur une section pavée à 7,4 km de l'arrivée. Elle creuse rapidement un écart suffisant pour se présenter seule sur la ligne d'arrivée à Nokere. Wiebes remporte le sprint pour la deuxième place.
Lotte Kopecky est devancée par Elisa Balsamo au sprint au Trofeo Alfredo Binda-Comune di Cittiglio. L'équipe SD Worx-Protime est forcée au forfait à la Classic Bruges-La Panne, après que plusieurs coureuses soient indisponibles des suites d'une chute à Nokere.
À Gand-Wevelgem, dans le Baneberg, Lotte Kopecky place une première attaque. Elle est suivie par quelques favorites et ses coéquipières : Lorena Wiebes, Marlen Reusser et Christine Majerus. Néanmoins cette sortie est de courte durée. Dans la première montée du Kemmel, Kopecky accélère de nouveau avec Pieterse, Wiebes, Georgi et Silvia Persico. Elisa Longo Borghini et Balsamo reviennent après la descente. Un regroupement a lieu. Dans la dernière montée du mont Kemmel. Dans celle-ci, Kopecky ouvre la route avec Wiebes dans sa roue. Georgi parvient à suivre. Après la descente, d'autres favorites rentrent et le peloton se reforme. Kopecky ouvre le sprint pour Wiebes. Balsamo remonte, mais la Néerlandaise s'impose avec une faible marge, le lancé de vélo s'avérant déterminant.
Sur À travers les Flandres, un groupe de six coureuses se forme dans le secteur pavé de Doorn. Lotte Kopecky revient par la suite. À une quinzaine de kilomètres de l'arrivée, Van Anrooij et Vos sortent et ne sont plus reprises. Kopecky prend la quatrième place.

### Avril
Au Tour des Flandres, les pentes du Koppenberg sont très glissantes. Kopecky et Vollering, mal placées, sont piégées. Elles reviennent sur le groupe de poursuite juste avant le Paterberg. Lotte Kopecky prend la cinquième place et Vollering la huitième. Du mercredi, Lorena Wiebes remporte pour la quatrième fois d'affilée le Grand Prix de l'Escaut. À Paris-Roubaix, à cinquante-quatre kilomètres de l'arrivée, Lotte Kopecky accélère. Elle est accompagnée de Christina Schweinberger, Marianne Vos et Pfeiffer Georgi. Lorena Wiebes revient ensuite, mais est distancée sur incident mécanique. Dans le secteur de Mons-en-Pévèle, Ellen van Dijk provoque le regroupement. De nombreuses attaques ont lieu, mais Kopecky et Vos veillent. La victoire se joue sur le vélodrome. Georgi lance le sprint au deux cents cinquante mètres. Vos et Balsamo suivent immédiatement tandis que Kopecky, plus loin, temporise. La Belge les remonte dans les derniers mètres pour s'imposer sur le fil.
À la Flèche brabançonne, Demi Vollering durcie la course, mais ne peut suivre Elisa Longo Borghini lors de son accélération dans Holstheide, à huit kilomètres de l'arrivée. La Néerlandaise finit deuxième. À l'Amstel Gold Race, la formation contrôle la course qui se termine au sprint. Lorena Wiebes se réjouit trop vite et se fait dépasser par Marianne Vos dans les derniers mètres,. Sur la Flèche wallonne, dans le mur de Huy, Niewiadoma accélère à deux cents cinquante mètres de la ligne. Longo Borghini tente de suivre tandis que Vollering semble coller à la route. La Polonaise s'impose devant la Néerlandaise. Sur Liège-Bastogne-Liège, dans la Côte de Stockeu, Elise Chabbey attaque. Elle emmène avec elle sept autres coureuses dont Mischa Bredewold. Elle est distancée dans la côte de la Redoute. La SD Worx commence alors la chasse. Dans la Roche aux Faucons, Elisa Longo Borghini attaque. Elle est suivie par Niewiadoma et Vollering. Dans le faux-plat suivant la côte, Vollering et Longo Borghini coopèrent pour revenir sur la tête. La jonction a lieu à huit kilomètres de la fin. Demi Vollering est troisième du sprint.

### Mai
Au Tour d'Espagne, SD Worx-Protime est troisième du contre-la-montre par équipes inaugural à une seconde de Lidl-Trek et 	Team Visma | Lease a Bike. Blanka Vas est deuxième du sprint le lendemain. Elle est ensuite quatrième de la quatrième étape. Sur la première étape de montagne, à deux kilomètres de la ligne, Demi Vollering accélère. Elle lâche progressivement ses concurrentes et s'impose seule,. Le lendemain,  dans l'ultime difficulté, Demi Vollering mène le peloton. Dans le dernier kilomètre, elle hausse le rythme. Évita Muzic revient de l'arrière avant de doubler au sprint Demi Vollering qui conforte son maillot rouge,. Sur la septième étape, dans les dix derniers kilomètres, Mischa Bredewold et Marlen Reusser attaquent successivement, mais sans succès. À quatre kilomètres de la fin, Bredewold sort de nouveau, elle est suivie par Alison Jackson, Silke Smulders et Lily Williams. Elles sont reprises deux kilomètres plus loin. Vollering est quatrième de l'étape,. Lors de l'ultime étape, Niamh Fisher-Black chute dans la descente et manque de passer par delà la rambarde. Demi Vollering attaque à six kilomètres de la ligne. Elle n'est plus reprise et s'impose en solitaire. Elle remporte par la même occasion le classement de la montagne en plus du classement général,. Niamh Fisher-Black est septième.
Au Tour du Pays basque, la première étape se conclut au sprint, Mischa Bredewold bien emmenée par ses coéquipières s'impose.  Juliette Labous profite d'une côte à douze kilomètres de la ligne pour passer à l'offensive. Mavi Garcia et Mischa Bredewold reviennent sur la Française. Au sprint, cette dernière s'impose et conforte sa place de leader du classement général. Sur la dernière étape, dans la montée de Mendizorrotz, Demi Vollering est seule en tête à vingt-huit kilomètres de la ligne. Elle remporte l'étape et les classements général, par points et de la montagne. Au Tour de Burgos, Lorena Wiebes est troisième du sprint de la première étape, évitant de peu la chute provoquée par  Sofia Bertizzolo. Le lendemain, Demi Vollering attaque sous la flamme rouge, s'impose et prend la tête du classement général. Lorena Wiebes est la plus véloce de la troisième étape. La dernière journée, Demi Vollering attaque dans la dernière difficulté pour s'imposer. Elle gagne également les classements général, par points et de la montagne.

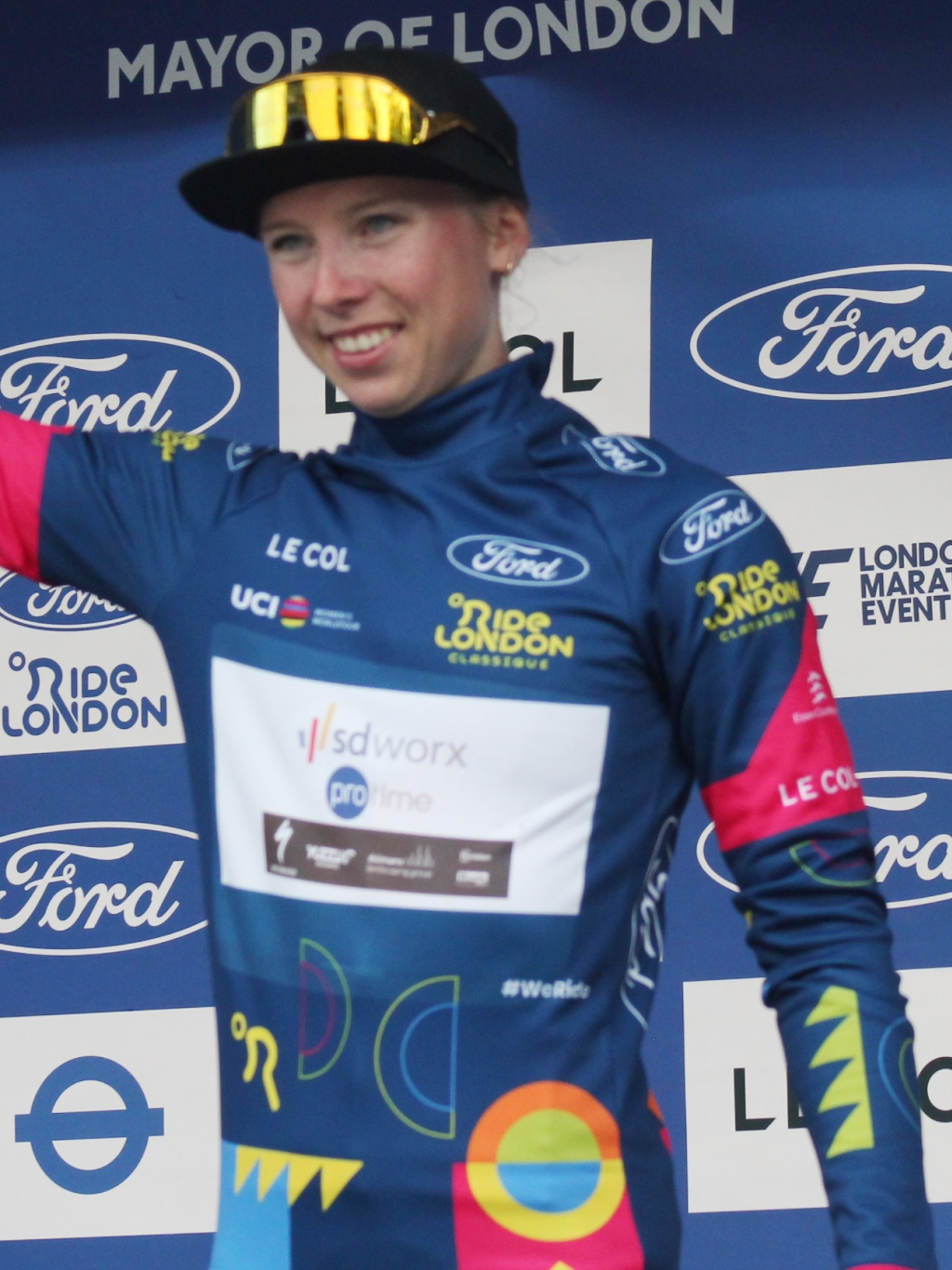
Lorena Wiebes à la RideLondon-Classique

À la RideLondon-Classique, Lorena Wiebes remporte les trois étapes au sprint et s'adjuge logiquement à la fois les classements général et à points. Lotte Kopecky est troisième de l'épreuve.  

### Juin

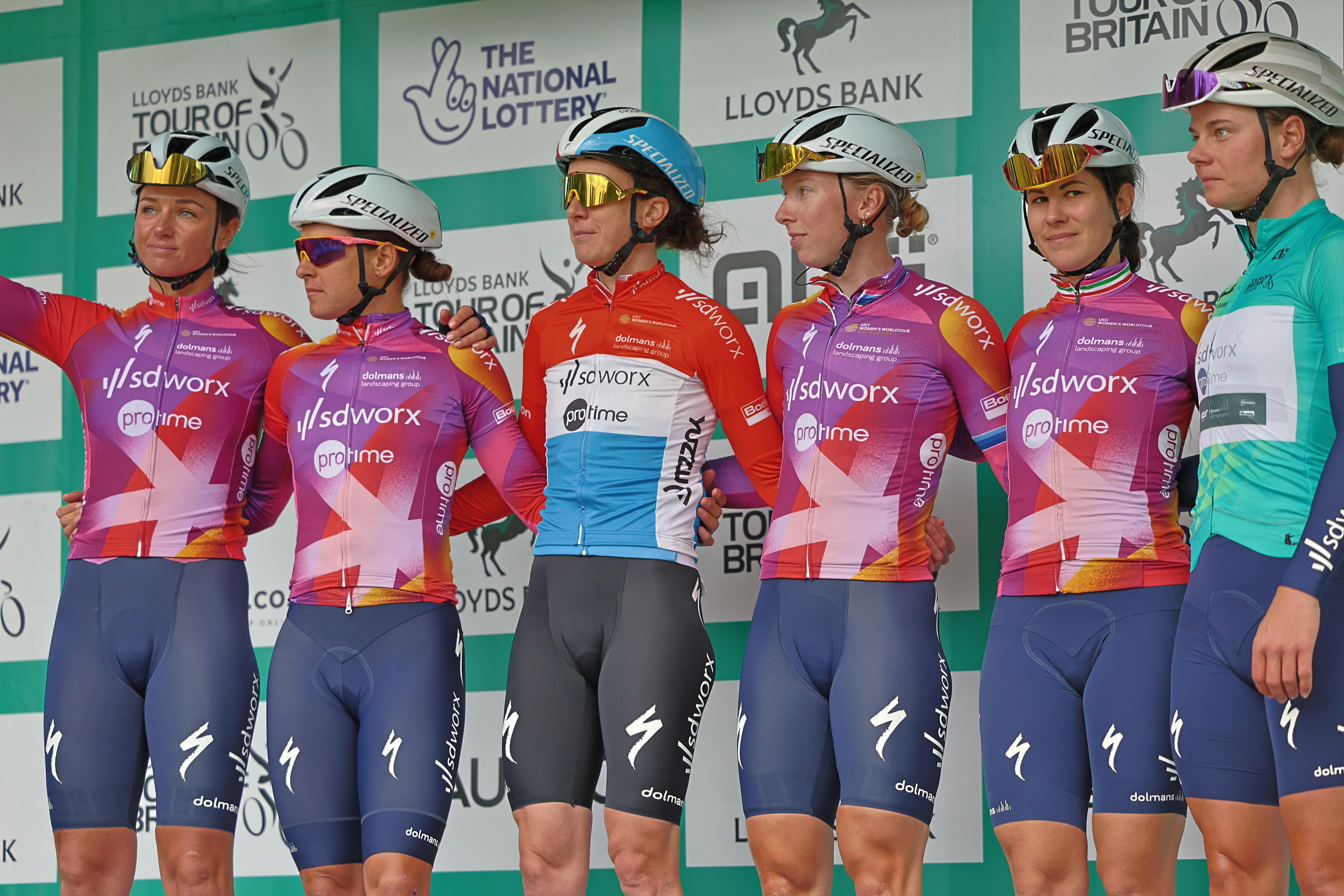
Équipe au Tour de Grande-Bretagne

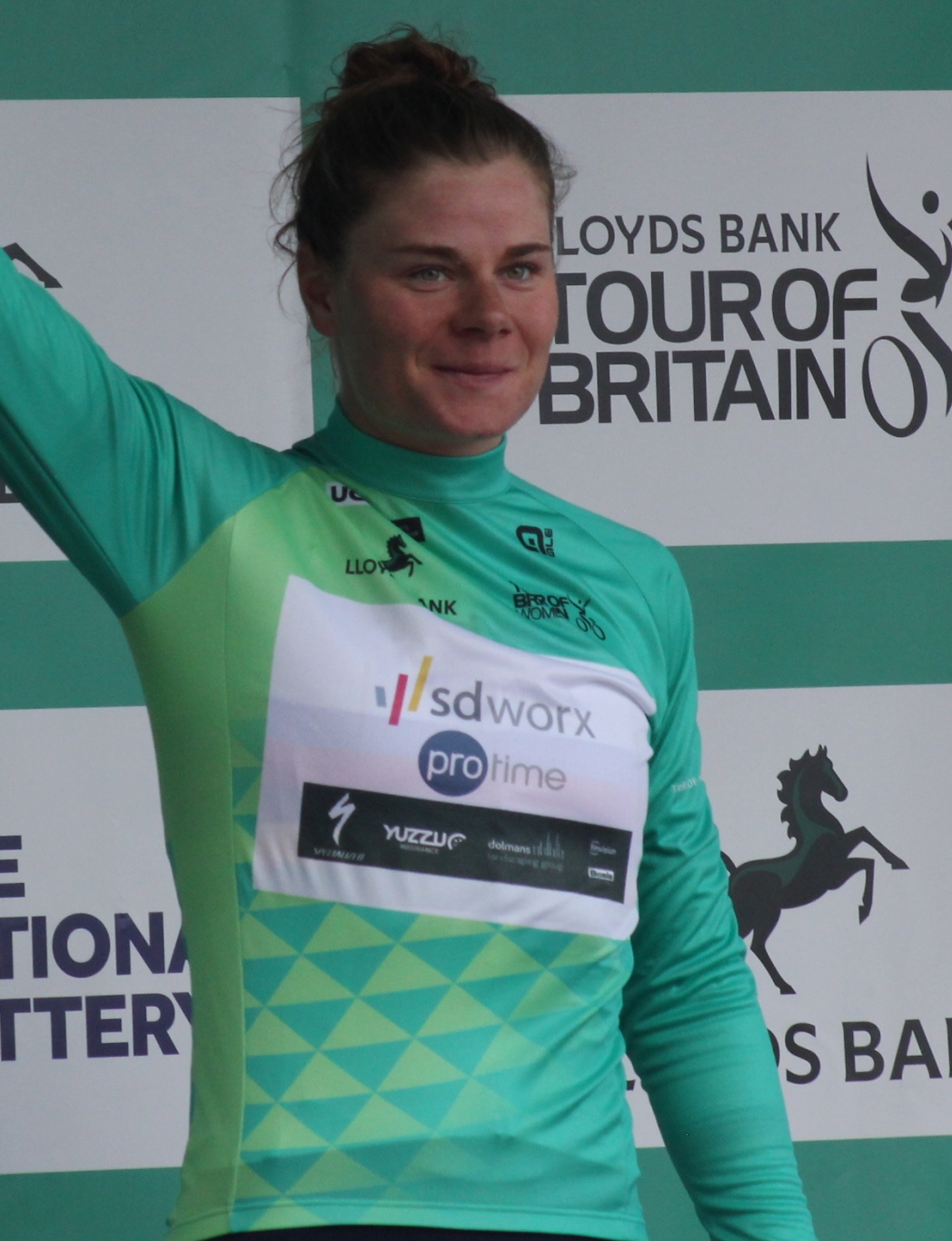
Lotte Kopecky au Tour de Grande-Bretagne

Au Tour de Grande-Bretagne, la photo finish lui attribue la victoire de la première étape après être sortie avec un groupe de neuf coureuses. Échappée le lendemain avec Anna Henderson, elle s'impose cette fois nettement. Lorena Wiebes gagne le sprint massif de la troisième étape. La quatrième étape est animée, mais se conclut néanmoins par un emballage final. Kopecky lance le sprint pour Christine Majerus. La Belge a plusieurs longueur d'avance, mais se relève pour laisser passer la Luxembourgeoise. Celle-ci lève les bras, mais Ruby Roseman-Gannon la passe dans les derniers mètres. Lotte Kopecky remporte l'épreuve et son classement par points. SD Worx est la meilleure équipe.
Au Tour de Suisse, sur la première étape, Elise Chabbey est reprise juste avant la flamme rouge par Demi Vollering et Gaia Realini. Au dernier kilomètre, la Néerlandaise place une accélération pour aller s'imposer seule. Elle gagne ensuite le contre-la-montre en côte. Sur la troisième étape, l'équipe se fait piéger par la Canyon-SRAM. Demi Vollering termine sixième à plus de deux minutes de la tête. Sur la dernière étape, Niamh Fisher-Black fait partie de l'échappée. Dans la dernière difficulté, les favorites dont Vollering s'extraient du peloton. Elles reviennent sur le groupe de tête à douze kilomètres de la fin. La victoire se dispute au sprint. À ce jeu là, Demi Vollering se montre la plus véloce. Elle gagne les classements général et par points.
Sur les championnats nationaux, Christine Majerus remporte à son habitude le contre-la-montre au Luxembourg, c'est cependant sa coéquipière Marie Schreiber qui s'impose sur la course en ligne. En Belgique, Lotte Kopecky réalise le doublé. Blanka Vas gagne la course en ligne en Hongrie. Chantal van den Broek-Blaak s'impose devant sa coéquipière Mischa Bredewold à sa grande surprise lors des championnats des Pays-Bas en attaquant dans le dernier tour et n'étant plus rejointe.
Au Tour de Thuringe, Barbara Guarischi est deuxième des sprints des deuxième et troisième étapes derrière Martina Fidanza. Lors du contre-la-montre de la cinquième étape, 	Mischa Bredewold s'impose. Elle termine l'épreuve à la deuxième place.

### Juillet
Au Tour d'Italie, Lotte Kopecky est cinquième à vingt-cinq secondes d'Elisa Longo Borghini lors du contre-la-montre inaugural. Elle est remontée au sprint le lendemain par Chiara Consonni. Sur la troisième étape, la montée finale voit un groupe de cinq se former avec Kopecky et Niamh Fisher-Black. Cette dernière revient dans le dernier kilomètre sur Mavi Garcia pour la devancer. La cinquième étape est remportée au sprint par Lotte Kopecky, elle revient à la deuxième place du classement général avec trois secondes de retard. Dans l'étape se terminant en haut du Blockhaus, Elisa Longo Borghini et Lotte Kopecky se marquent. La Belge devance l'Italienne au sprint et revient à une seconde au classement général. Dans la côte finale de la dernière étape, Elisa Longo Borghini parvient à distancer Kopecky pour s'adjuger le Tour d'Italie. Kopecky gagne néanmoins le classement par points.
Lorena Wiebes domine le Baloise Ladies Tour en gagnant toutes les étapes et le classement général.
Mi-juillet, Marlen Reusser, affaiblie par une infection depuis mi-mai, fait savoir qu'elle déclare forfait pour les Jeux olympiques.

### Août
Aux Jeux olympiques, dans l'omnium, Lotte Kopecky termine quatrième après avoir terminé dix-septième de la course au scratch. Sur le contre-la-montre, Demi Vollering prend la cinquième place devant Lotte Kopecky. Elles sont favorites sur la course en ligne, la chute de Chloé Dygert avant la première montée de la butte Montmartre les piège néanmoins. Blanka Vas est par contre à l'avant. Kopecky parvient à revenir sur la tête. À vingt kilomètres du but, Lizzie Deignan attaque. Elle est rapidement rejointe par Marianne Vos et Vas qui la distancent peu après. Dans la troisième ascension vers Montmartre, Faulkner sort avec Kopecky dans la roue. Les deux duo sont distants de quelques secondes au sommet. La jonction a lieu à trois kilomètres et demi du but. Faulkner attaque immédiatement. Les trois autres s'observent et Faulkner n'est plus reprise. Derrière, Vos devance Kopecky au sprint. Blanka Vas est quatrième.
Au Tour de France, lors du sprint de la première étape, Lorena Wiebes est victime d'un incident mécanique dans les derniers mètres. Le lendemain, Charlotte Kool la remonte dans les derniers mètres. Demi Vollering remporte le contre-la-montre et s'empare du maillot jaune. Le lendemain, elle attaque dans la Côte de la Roche-aux-Faucons. Seules Puck Pieterse, Katarzyna Niewiadoma et Pauliena Rooijakkers. Après avoir distancée cette dernière, la victoire se joue au sprint, Vollering est deuxième derrière Pieterse. Le lendemain, Demi Vollering chute à six kilomètres de l'arrivée et met du temps à se relever. Ses coéquipières ne l'attendent pas et elle perd une minute quarante-sept au final. Dans ces conditions la victoire au sprint de Blanka Vas semble anecdotique. Lors de la septième étape, Demi Vollering attaque dans le plat entre le Grand-Bornand et la montée vers Chinaillon, mais est reprise. Suivant l'attaque de Niewiadoma dans le final, elle la devance au sprint et prend les bonifications. Le lendemain, quatre SD Worx sont dans l'échappée de vingt-trois coureuses. Dans le col du Glandon, Niamh Fisher-Black imprime un rythme élevé. À deux kilomètres et demi du sommet Demi Vollering passe à l'attaque et met en difficulté Niewiadoma. Elle est accompagnée de Pauliena Rooijakkers qui ne relaie pas dans le plat menant à l'Alpe d'Huez. Vollering remporte l'étape en se montrant plus rapide que sa compatriote dans les derniers mètres. Niewiadoma arrive une minute plus tard et préserve la tête du classement général pour quatre secondes, Vollering étant deuxième.
Au Grand Prix de Plouay, Mischa Bredewold fait partie du groupe à suivre Elisa Longo Borghini, mais l'entente est mauvaise et le peloton les reprend. Dans le dernier tour, dans la côte de Lezot, Liane Lippert attaque. Dygert et Bredewold unissent leur force et reviennent sur l'Allemande à trois kilomètres de la ligne. Dygert accélère au deux kilomètres, Bredewold laisse à Lippert la chasse. Au sprint, Bredewold comble le trou sur l'Américaine et s'impose.

### Septembre
Au Tour de Romandie, sur la première étape, Lotte Kopecky lance le sprint, mais Elisa Balsamo parvient à la remonter pour lever les bras. Dans le final de l'étape suivante, Gaia Realini contre, mais est suivie par Vollering et Kopecky. Vollering place une accélération nette sous la flamme rouge, ce qui lâche Realini. Au sprint, Vollering s'impose par une faible marge. C'est cependant la Belge qui prend la tête du classement général. La dernière étape ne modifie pas le classement général et Lotte Kopecky s'impose devant Demi Vollering. Niamh Fisher-Black est quatrième.

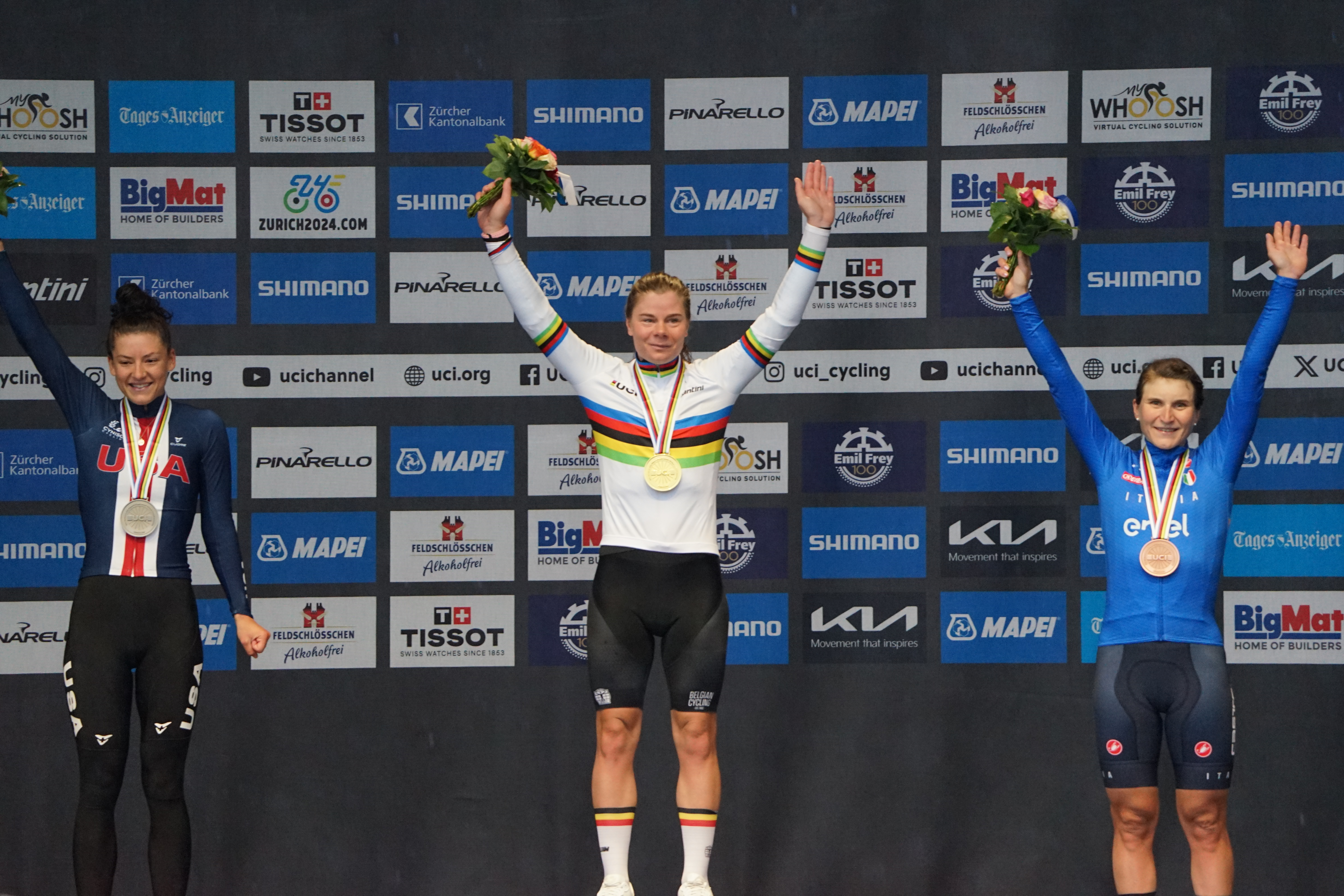
Podium des championnats du monde

Aux championnats d'Europe du contre-la-montre, Lotte Kopecky s'impose. Sur route, Lorena Wiebes remporte le sprint massif.
Aux championnats du monde, sur le contre-la-montre, Demi Vollering prend la deuxième place derrière Grace Brown. Lotte Kopecky est cinquième. Sur la course en ligne, les Pays-Bas emmenés par Demi Vollering durcissent la course. La dernière montée de la côte de Wetzikon est très rapide. Demi Vollering est en tête, tandis que Kopecky est distancée. Cette dernière revient ensuite. Dans la dernière difficulté, Vollering attaque, mais cela n'élimine que ses coéquipières. À cinq kilomètres de l'arrivée, Elisa Longo Borghini place une attaque nette, Demi Vollering va la chercher. Au sprint, c'est néanmoins Lotte Kopecky qui se montre la plus rapide. Vollering est cinquième,.

### Octobre

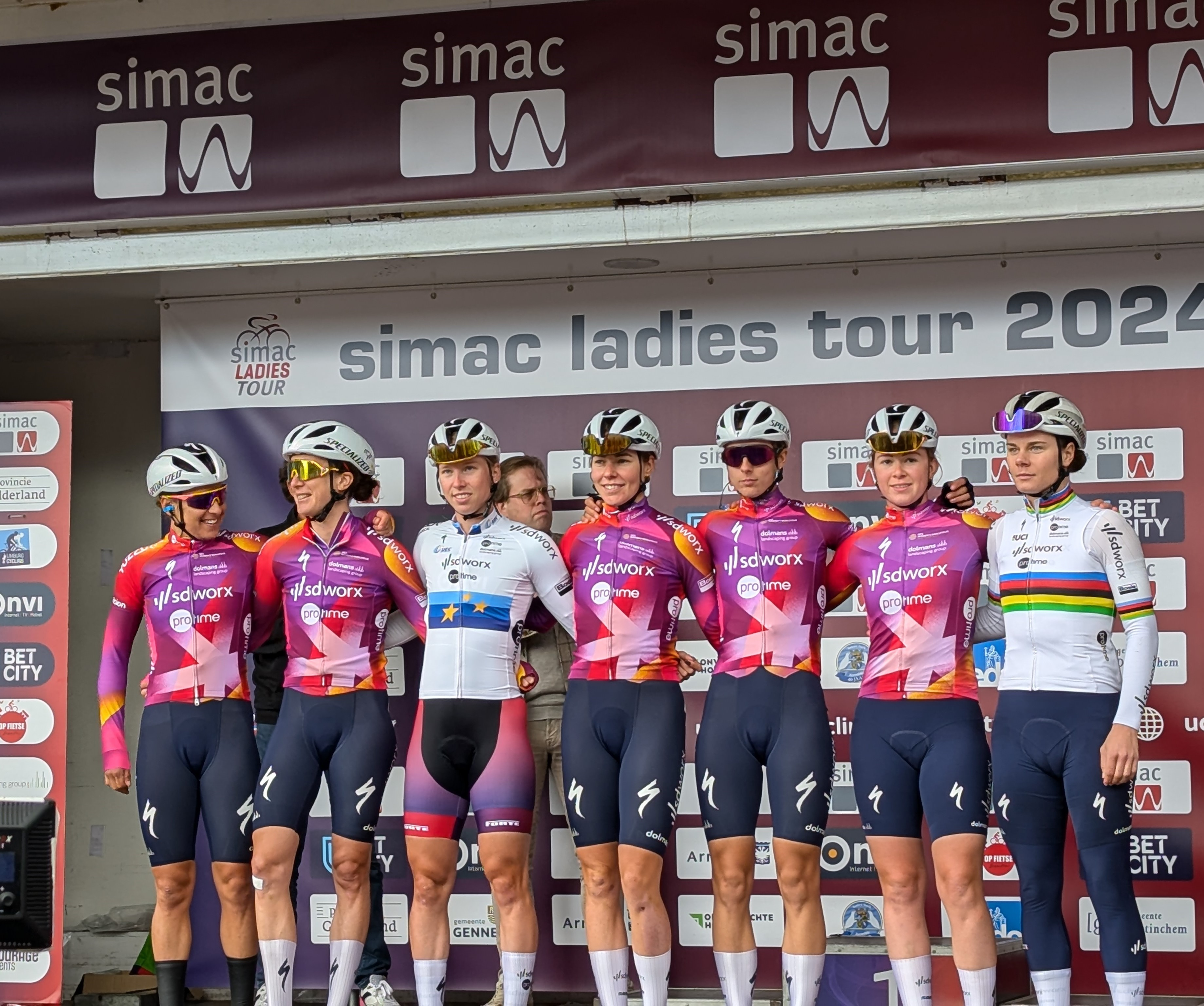
Équipe au Simac Ladies Tour

Au Simac Ladies Tour, Lotte Kopecky est quatrième du contre-la-montre inaugural. Lorena Wiebes remporte le sprint les deux étapes suivantes. Barbara Guarischi gagne le sprint de la quatrième étape, puis Lorena Wiebes celui de la cinquième. Sur la dernière étape, Lorena Wiebes lance le sprint pour Lotte Kopecky qui s'impose. Elle remporte le classement général grâce aux bonifications.
Aux championnats du monde sur piste, Lotte Kopecky est deuxième de la course aux points et de la course à l'élimination.

## Tensions dans l'équipe
La saison est marquée par des tensions dans l'équipe. En mars, l'équipe annonce Demi Vollering partante pour la saison 2025 en l'absence d'accord salarial. Demi Vollering explique en fin de saison, que cette annonce l'a beaucoup surprise alors que rien n'était décidé. En juin, le retour à la compétition d'Anna van der Breggen dans l'équipe en 2025 est annoncée. Ces différentes annoncent créent un climat de tensions entre Vollering et Kopecky.

## Victoires

### Sur route
| Victoires | Victoires                                        | Victoires           | Victoires | Victoires                   | Victoires |
| Date      | Course                                           | Pays                | Classe    | Vainqueur                   |           |
| --------- | ------------------------------------------------ | ------------------- | --------- | --------------------------- | --------- |
| 8 fév.    | 1re étape du Tour des Émirats arabes unis        | Émirats arabes unis | 2.WWT     | Lorena Wiebes               |           |
| 9 fév.    | 2e étape du Tour des Émirats arabes unis         | Émirats arabes unis | 2.WWT     | Lorena Wiebes               |           |
| 10 fév.   | 3e étape du Tour des Émirats arabes unis         | Émirats arabes unis | 2.WWT     | Lotte Kopecky               |           |
| 11 fév.   | Classement général, Tour des Émirats arabes unis | Émirats arabes unis | 2.WWT     | Lotte Kopecky               |           |
| 16 fév.   | 2e étape de la Semaine cycliste valencienne      | Espagne             | 2.Pro     | Marlen Reusser              |           |
| 17 fév.   | 3e étape de la Semaine cycliste valencienne      | Espagne             | 2.Pro     | Niamh Fisher-Black          |           |
| 18 fév.   | Classement général, Semaine cycliste valencienne | Espagne             | 2.Pro     | Marlen Reusser              |           |
| 2 mars    | Strade Bianche                                   | Italie              | 1.WWT     | Lotte Kopecky               |           |
| 6 mars    | GP Oetingen                                      | Belgique            | 1.1       | Lorena Wiebes               |           |
| 10 mars   | Tour de Drenthe                                  | Pays-Bas            | 1.WWT     | Lorena Wiebes               |           |
| 13 mars   | Nokere Koerse                                    | Belgique            | 1.Pro     | Lotte Kopecky               |           |
| 24 mars   | Gand-Wevelgem                                    | Belgique            | 1.WWT     | Lorena Wiebes               |           |
| 3 avr.    | Grand Prix de l'Escaut                           | Belgique            | 1.1       | Lorena Wiebes               |           |
| 6 avr.    | Paris-Roubaix                                    | France              | 1.WWT     | Lotte Kopecky               |           |
| 2 mai     | 5e étape du Tour d'Espagne                       | Espagne             | 2.WWT     | Demi Vollering              |           |
| 5 mai     | Classement général, Tour d'Espagne               | Espagne             | 2.WWT     | Demi Vollering              |           |
| 5 mai     | 8e étape du Tour d'Espagne                       | Espagne             | 2.WWT     | Demi Vollering              |           |
| 10 mai    | 1re étape du Tour du Pays basque                 | Espagne             | 2.WWT     | Mischa Bredewold            |           |
| 11 mai    | 2e étape du Tour du Pays basque                  | Espagne             | 2.WWT     | Mischa Bredewold            |           |
| 12 mai    | Classement général, Tour du Pays basque          | Espagne             | 2.WWT     | Demi Vollering              |           |
| 12 mai    | 3e étape du Tour du Pays basque                  | Espagne             | 2.WWT     | Demi Vollering              |           |
| 17 mai    | 2e étape du Tour de Burgos                       | Espagne             | 2.WWT     | Demi Vollering              |           |
| 18 mai    | 3e étape du Tour de Burgos                       | Espagne             | 2.WWT     | Lorena Wiebes               |           |
| 19 mai    | 4e étape du Tour de Burgos                       | Espagne             | 2.WWT     | Demi Vollering              |           |
| 19 mai    | Classement général, Tour de Burgos               | Espagne             | 2.WWT     | Demi Vollering              |           |
| 24 mai    | 1re étape, RideLondon-Classique                  | Royaume-Uni         | 2.WWT     | Lorena Wiebes               |           |
| 25 mai    | 2e étape, RideLondon-Classique                   | Royaume-Uni         | 2.WWT     | Lorena Wiebes               |           |
| 26 mai    | Classement général, RideLondon-Classique         | Royaume-Uni         | 2.WWT     | Lorena Wiebes               |           |
| 26 mai    | 3e étape, RideLondon-Classique                   | Royaume-Uni         | 2.WWT     | Lorena Wiebes               |           |
| 6 juin    | 1re étape du Tour de Grande-Bretagne             | Royaume-Uni         | 2.WWT     | Lotte Kopecky               |           |
| 7 juin    | 2e étape du Tour de Grande-Bretagne              | Royaume-Uni         | 2.WWT     | Lotte Kopecky               |           |
| 8 juin    | 3e étape du Tour de Grande-Bretagne              | Royaume-Uni         | 2.WWT     | Lorena Wiebes               |           |
| 9 juin    | Classement général, Tour de Grande-Bretagne      | Royaume-Uni         | 2.WWT     | Lotte Kopecky               |           |
| 15 juin   | 1re étape du Tour de Suisse                      | Suisse              | 2.WWT     | Demi Vollering              |           |
| 16 juin   | 2e étape du Tour de Suisse                       | Suisse              | 2.WWT     | Demi Vollering              |           |
| 18 juin   | Classement général, Tour de Suisse               | Suisse              | 2.WWT     | Demi Vollering              |           |
| 18 juin   | 4e étape du Tour de Suisse                       | Suisse              | 2.WWT     | Demi Vollering              |           |
| 20 juin   | Championnat de Belgique du contre-la-montre      | Belgique            | CN        | Lotte Kopecky               |           |
| 20 juin   | Championnat du Luxembourg du contre-la-montre    | Luxembourg          | CN        | Christine Majerus           |           |
| 23 juin   | Championnat de Hongrie sur route                 | Hongrie             | CN        | Blanka Vas                  |           |
| 23 juin   | Championnat du Luxembourg sur route              | Luxembourg          | CN        | Marie Schreiber             |           |
| 23 juin   | Championnat de Belgique sur route                | Belgique            | CN        | Lotte Kopecky               |           |
| 23 juin   | Championnat des Pays-Bas sur route               | Pays-Bas            | CN        | Chantal van den Broek-Blaak |           |
| 29 juin   | 5e étape du Tour de Thuringe                     | Allemagne           | 2.Pro     | Mischa Bredewold            |           |
| 9 juill.  | 3e étape du Tour d'Italie                        | Italie              | 2.WWT     | Niamh Fisher-Black          |           |
| 11 juill. | 5e étape du Tour d'Italie                        | Italie              | 2.WWT     | Lotte Kopecky               |           |
| 17 juill. | Prologue, Baloise Ladies Tour                    | Belgique            | 2.1       | Lorena Wiebes               |           |
| 18 juill. | 1re étape, Baloise Ladies Tour                   | Belgique            | 2.1       | Lorena Wiebes               |           |
| 20 juill. | 3eb étape, Baloise Ladies Tour                   | Belgique            | 2.1       | Lorena Wiebes               |           |
| 20 juill. | 3ea étape, Baloise Ladies Tour                   | Belgique            | 2.1       | Lorena Wiebes               |           |
| 21 juill. | Classement général, Baloise Ladies Tour          | Belgique            | 2.1       | Lorena Wiebes               |           |
| 21 juill. | 4e étape, Baloise Ladies Tour                    | Belgique            | 2.1       | Lorena Wiebes               |           |
| 13 août   | 3e étape du Tour de France Femmes                | Pays-Bas            | 2.WWT     | Demi Vollering              |           |
| 15 août   | 5e étape du Tour de France Femmes                | France              | 2.WWT     | Blanka Vas                  |           |
| 18 août   | 8e étape du Tour de France Femmes                | France              | 2.WWT     | Demi Vollering              |           |
| 24 août   | Grand Prix de Plouay                             | France              | 1.WWT     | Mischa Bredewold            |           |
| 7 sept.   | 2e étape du Tour de Romandie                     | Suisse              | 2.WWT     | Demi Vollering              |           |
| 8 sept.   | Classement général, Tour de Romandie             | Suisse              | 2.WWT     | Lotte Kopecky               |           |
| 11 sept.  | Championnat d'Europe du contre-la-montre         | Belgique            | CC        | Lotte Kopecky               |           |
| 14 sept.  | Championnat d'Europe sur route                   | Belgique            | CC        | Lorena Wiebes               |           |
| 28 sept.  | Championnat du monde sur route                   | Suisse              | CM        | Lotte Kopecky               |           |
| 9 oct.    | 2e étape, Simac Ladies Tour                      | Pays-Bas            | 2.WWT     | Lorena Wiebes               |           |
| 10 oct.   | 3e étape, Simac Ladies Tour                      | Pays-Bas            | 2.WWT     | Lorena Wiebes               |           |
| 11 oct.   | 4e étape, Simac Ladies Tour                      | Pays-Bas            | 2.WWT     | Barbara Guarischi           |           |
| 12 oct.   | 5e étape, Simac Ladies Tour                      | Pays-Bas            | 2.WWT     | Lorena Wiebes               |           |
| 13 oct.   | 6e étape, Simac Ladies Tour                      | Pays-Bas            | 2.WWT     | Lotte Kopecky               |           |
| 13 oct.   | Classement général, Simac Ladies Tour            | Pays-Bas            | 2.WWT     | Lotte Kopecky               |           |

### Résultats sur les courses majeures

#### World Tour
| UCI Women's World Tour | UCI Women's World Tour | UCI Women's World Tour | UCI Women's World Tour                   | UCI Women's World Tour | UCI Women's World Tour | UCI Women's World Tour |
| Date                   | n°                     | Pays                   | Course                                   | Meilleure coureuse     | Classement             |                        |
| ---------------------- | ---------------------- | ---------------------- | ---------------------------------------- | ---------------------- | ---------------------- | ---------------------- |
| 12 – 14 janv.          | 1                      | Australie              | Women's Tour Down Under                  | -                      | -                      |                        |
| 27 janv.               | 2                      | Australie              | Cadel Evans Great Ocean Road Race Women  | -                      | -                      |                        |
| 8 – 11 fév.            | 3                      | Émirats arabes unis    | Tour des Émirats arabes unis             | Lotte Kopecky          | 1re                    |                        |
| 24 fév.                | 4                      | Belgique               | Circuit Het Nieuwsblad                   | Lotte Kopecky          | 2e                     |                        |
| 2 mars                 | 5                      | Italie                 | Strade Bianche                           | Lotte Kopecky          | 1re                    |                        |
| 10 mars                | 6                      | Pays-Bas               | Tour de Drenthe                          | Lorena Wiebes          | 1re                    |                        |
| 17 mars                | 7                      | Italie                 | Trofeo Alfredo Binda-Comune di Cittiglio | Lotte Kopecky          | 2e                     |                        |
| 21 mars                | 8                      | Belgique               | Classic Bruges-La Panne                  | -                      | -                      |                        |
| 24 mars                | 9                      | Belgique               | Gand-Wevelgem                            | Lorena Wiebes          | 1re                    |                        |
| 31 mars                | 10                     | Belgique               | Tour des Flandres                        | Lotte Kopecky          | 5e                     |                        |
| 6 avr.                 | 11                     | France                 | Paris-Roubaix                            | Lotte Kopecky          | 1re                    |                        |
| 14 avr.                | 12                     | Pays-Bas               | Amstel Gold Race                         | Lorena Wiebes          | 2e                     |                        |
| 17 avr.                | 13                     | Belgique               | Flèche wallonne                          | Demi Vollering         | 2e                     |                        |
| 21 avr.                | 14                     | Belgique               | Liège-Bastogne-Liège                     | Demi Vollering         | 3e                     |                        |
| 28 avr. – 5 mai        | 15                     | Espagne                | Tour d'Espagne                           | Demi Vollering         | 1re                    |                        |
| 10 – 12 mai            | 16                     | Espagne                | Tour du Pays basque                      | Demi Vollering         | 1re                    |                        |
| 16 – 19 mai            | 17                     | Espagne                | Tour de Burgos                           | Demi Vollering         | 1re                    |                        |
| 24 – 26 mai            | 18                     | Royaume-Uni            | RideLondon-Classique                     | Lorena Wiebes          | 1re                    |                        |
| 6 – 9 juin             | 19                     | Royaume-Uni            | Tour de Grande-Bretagne                  | Lotte Kopecky          | 1re                    |                        |
| 15 – 18 juin           | 20                     | Suisse                 | Tour de Suisse                           | Demi Vollering         | 1re                    |                        |
| 7 – 14 juill.          | 21                     | Italie                 | Tour d'Italie                            | Lotte Kopecky          | 2e                     |                        |
| 12 – 18 août           | 22                     | France                 | Tour de France Femmes                    | Demi Vollering         | 2e                     |                        |
| 24 août                | 23                     | France                 | Grand Prix de Plouay                     | Mischa Bredewold       | 1re                    |                        |
| 6 – 8 sept.            | 24                     | Suisse                 | Tour de Romandie                         | Lotte Kopecky          | 1re                    |                        |
| 8 – 13 oct.            | 25                     | Pays-Bas               | Simac Ladies Tour                        | Lotte Kopecky          | 1re                    |                        |
| 15 – 17 oct.           | 26                     | Chine                  | Tour de l'île de Chongming               | -                      | -                      |                        |
| 20 oct.                | 27                     | Chine                  | Tour du Guangxi                          | -                      | -                      |                        |

Lotte Kopecky remporte le classement individuel devant Demi Vollering, Lorena Wiebes est quatrième. La formation gagne celui par équipes.

#### Grands tours
| Grand tour            | Tour d'Espagne                      | Tour d'Italie                   | Tour de France           |
| --------------------- | ----------------------------------- | ------------------------------- | ------------------------ |
| Coureuse (classement) | Demi Vollering (1re)                | Lotte Kopecky (2e)              | Demi Vollering (2e)      |
| Accessits             | Classement de la montagne, 2 étapes | Classement par points, 2 étapes | Supercombative, 3 étapes |

## Classement mondial
| Classement UCI | Classement UCI              | Classement UCI   | Classement UCI |
| Coureuse       | Coureuse                    | Pays             | Points         |
| -------------- | --------------------------- | ---------------- | -------------- |
| 1re            | Lotte Kopecky               | Belgique         | 6389 pts       |
| 2e             | Demi Vollering              | Pays-Bas         | 5019.3 pts     |
| 4e             | Lorena Wiebes               | Pays-Bas         | 3811 pts       |
| 21e            | Mischa Bredewold            | Pays-Bas         | 1380.3 pts     |
| 39e            | Niamh Fisher-Black          | Nouvelle-Zélande | 1004.3 pts     |
| 55e            | Christine Majerus           | Luxembourg       | 793 pts        |
| 62e            | Blanka Vas                  | Hongrie          | 706.3 pts      |
| 105e           | Marlen Reusser              | Suisse           | 406.3 pts      |
| 185e           | Barbara Guarischi           | Italie           | 217.3 pts      |
| 217e           | Marie Schreiber             | Luxembourg       | 190 pts        |
| 222e           | Femke Gerritse              | Pays-Bas         | 181 pts        |
| 279e           | Femke Markus                | Pays-Bas         | 133 pts        |
| 313e           | Chantal van den Broek-Blaak | Pays-Bas         | 116 pts        |
| 473e           | Elena Cecchini              | Italie           | 72.6 pts       |

SD Worx remporte le classement par équipes.